# Plouigneau
Plouigneau [pluiɲo] (en breton : Plouigno) est une commune du département du Finistère, dans la région Bretagne, en France. Elle se situe près de Morlaix (Finistère).
Ses habitants s'appellent les Ignaciens et Ignaciennes.

## Géographie
Depuis 2019, la commune de Plouigneau comprend les anciennes communes de Plouigneau (commune déléguée) et Le Ponthou.

### Localisation
La commune se situe dans le nord-est du Finistère, non loin des côtes de la Manche dans l'arrondissement de Morlaix, dans le canton de Plouigneau dont elle est le chef-lieu, dans le Trégor finistérien. Elle est limitrophe des Côtes-d'Armor en son nord-est.
Le bourg est construit sur un plateau de 160 m d'altitude borde la route nationale de Paris à Brest et se situe à environ 9 kilomètres de Morlaix.

#### Communes limitrophes
| Garlan     | Lanmeur    | Plouégat-Guérand, Trémel (Côtes-d'Armor) |
| Morlaix    | Plouigneau | Plouégat-Moysan                          |
| Plougonven | Lannéanou  | Botsorhel                                |

### Description
De vaste étendue, le finage communal est constitué principalement d'un plateau s'inclinant vers le nord dont les altitudes avoisinent 160 mètres dans la partie sud (atteignant même 201 m pour une butte située à l'extrême sud de la commune au sud-ouest de Kerléo) et le centre de la commune, et s'abaissant vers 100 mètres d'altitude dans la partie nord-ouest aux alentours de Lanleya et même jusqu'à 70 mètres environ à l'extrême nord-ouest, autour de Langonaval par exemple. Le bourg de Plouigneau est situé sur ce plateau, à 160 mètres d'altitude ; l'ancienne Route nationale 12 (actuel D 712) longe le bourg côté nord. L'église paroissiale actuelle, reconstruite en 1863, est située au centre d'une vaste place.
Mais ce plateau est échancré par les vallées encaissées, aux versants abrupts, de plusieurs cours d'eau : au nord la vallée du fleuve côtier Dourduff (lequel a sa source dans la partie nord-est de la commune, sur le plateau, non loin du château d'Encremer et coule en formant une large boucle vers l'ouest; son cours s'abaissant à une quarantaine de mètres d'altitude à sa sortie du territoire communal (il forme la limite communale avec Plouégat-Guérand et Lanmeur) et de deux de ses affluents de rive gauche le Quilidien (qui a sa source au nord-est du bourg et traverse Lanleya) et le ruisseau de la Salle (qui forme la limite avec Garlan) ; au sud-ouest le Tromorgant (sa partie amont est aussi dénommée "rivière de Plouigneau"), affluent de rive droite du Jarlot fait limite avec la commune voisine de Plougonven.

### Voies de communication et transports

#### Villes de France (accès routiers)

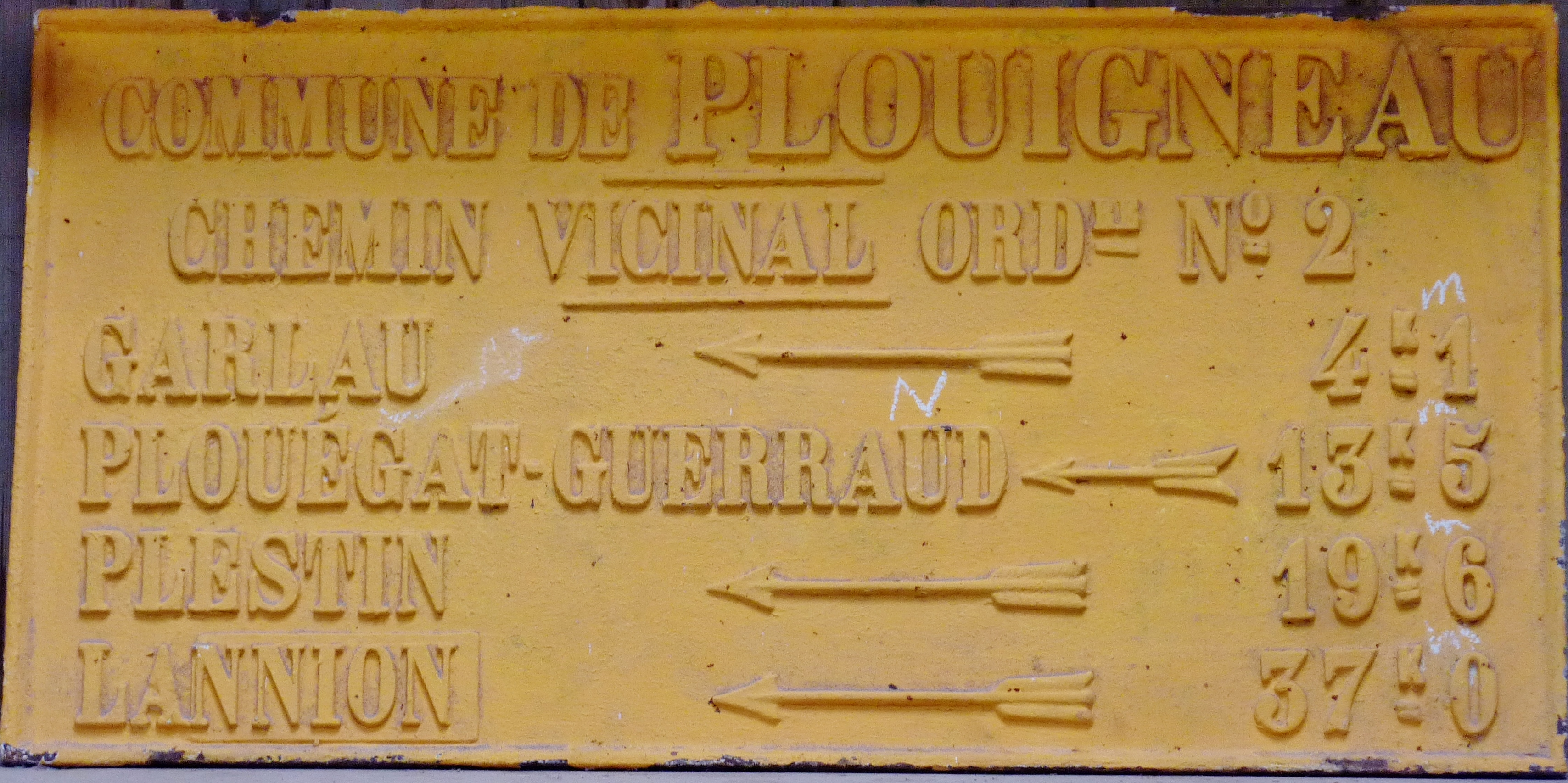
Plaque de cocher qui se trouvait sur un chemin vicinal de Plouigneau. (désormais à l'Écomusée de Plouigneau).

| Ville    | Paris  | Brest | Rennes | Nantes | Tours  | Bordeaux | Lille  | Toulouse | Lyon   | Strasbourg | Marseille |
| -------- | ------ | ----- | ------ | ------ | ------ | -------- | ------ | -------- | ------ | ---------- | --------- |
| Distance | 526 km | 69 km | 179 km | 282 km | 431 km | 641 km   | 694 km | 872 km   | 914 km | 1 007 km   | 1 223 km  |

#### Voies de communication
Le bourg est accessible par la route nationale 12 via l'échangeur de Kerdilès, la route départementale 712 (ancienne nationale 12), par la route départementale 37 et la route départementale 64. L'ancienne RN 12 a un tracé rectiligne remarquable dans toute sa traversée de l'ancienne commune de Plouigneau. Cela est dû aux ingénieurs du duc d'Aiguillon qui, « obsédés par la ligne droite », en décidèrent le tracé dans la seconde motié du XVIIIe siècle, créant de ce fait des pentes très fortes pour passer du plateau au fond de vallée (actuel D 237 via Luzivilly à l'ouest du Ponthou par exemple).
La voie express Route nationale 12 traverse aussi d'est en ouest le territoire communal en faisant de larges courbes peu prononcées (la plus forte se trouve au niveau de la traversée du Douron) et en passant un peu plus au nord que l'ancienne route nationale 12.
La ligne ferroviaire de Paris-Montparnasse à Brest traverse le territoire communal d'est en ouest, approximativement en son milieu ; elle est fréquemment en déblai, parfois en remblai compte-tenu du relief assez bosselé afin d'aplanir quelque peu son profil en long. Plusieurs ponts, mais aussi 4 passages à niveau permettent de la franchir sur le territoire communal. La gare de Plouigneau, située au sud du bourg, dessert la commune ; seuls des TER s'y arrêtent. Dans le cadre de la commune nouvelle, le viaduc du Ponthou et l'ancienne halte ferroviaire du Ponthou se trouvent désormais sur le territoire de Plouigneau.

#### Transports

##### Bus
La commune est desservie par lignes Linéotim (transports de bus de Morlaix Communauté) :
Lignes régulières :
- la ligne 40 (Morlaix ↔ Botsorhel), ligne régulière[5] ;
- la ligne 40+ (Morlaix ↔ Plougonven ↔ Plouigneau), ligne régulière[6].

Lignes scolaires :
- la ligne 33a (Plouigneau (La Croix Rouge) ↔ Plouégat-Guérand), ligne scolaire[7] ;
- la ligne 40a (Plouigneau ↔ Guerlesquin), ligne scolaire[7] ;
- la ligne 44 (Plouigneau ↔ Guerlesquin), ligne scolaire[7] ;
- la ligne 46 (Plouigneau ↔ Plouégat-Guérand), ligne scolaire[7].

##### Train
Plouigneau possède une gare TER en service desservie par les TER Bretagne faisant le trajet entre Lannion et Brest.

### Géologie
Un gisement de galets, recouverts de limon et mêlés à du head, datant du Pliocène, a été découvert près du hameau de Quillidien dans une ancienne carrière abandonnée à une altitude de 175 mètres, ce qui témoigne de l'importance des mouvements tectoniques survenus depuis leur dépôt.

### Hydrographie
Pour un article plus général, voir Réseau hydrographique du Finistère.
La commune est située dans le bassin Loire-Bretagne. Elle est drainée par le Douron, le Dourduff, le Tromorgant, le Squiriou, le ruisseau le Quilidien et divers autres petits cours d'eau,.
Le Douron, d'une longueur de 28 km, prend sa source dans la commune de Scrignac et se jette dans la baie de Lannion entre les communes de Plestin-les-Grèves et de Locquirec, après avoir traversé neuf communes. Les caractéristiques hydrologiques du Douron sont données par la station hydrologique située sur la commune. Le débit moyen mensuel est de 0,47 m3/s. Le débit moyen journalier maximum est de 5,24 m3/s, atteint lors de la crue du 24 décembre 2013. Le débit instantané maximal est quant à lui de 9,28 m3/s, atteint le même jour.
Le Dourduff, d'une longueur de 21 km, prend sa source dans la commune et se jette dans la baie de Morlaix entre les communes de Plouezoc'h et de Taulé, après avoir traversé six communes. Les caractéristiques hydrologiques du Dourduff sont données par la station hydrologique située sur la commune de Garlan. Le débit moyen mensuel est de 0,556 m3/s. Le débit moyen journalier maximum est de 9,4 m3/s, atteint lors de la crue du 26 janvier 1995. Le débit instantané maximal est quant à lui de 13,7 m3/s, atteint le 9 février 2001.
Le Tromorgant, d'une longueur de 17 km, prend sa source dans la commune de Lannéanou et se jette dans le Jarlot à Plougonven, après avoir traversé quatre communes. 

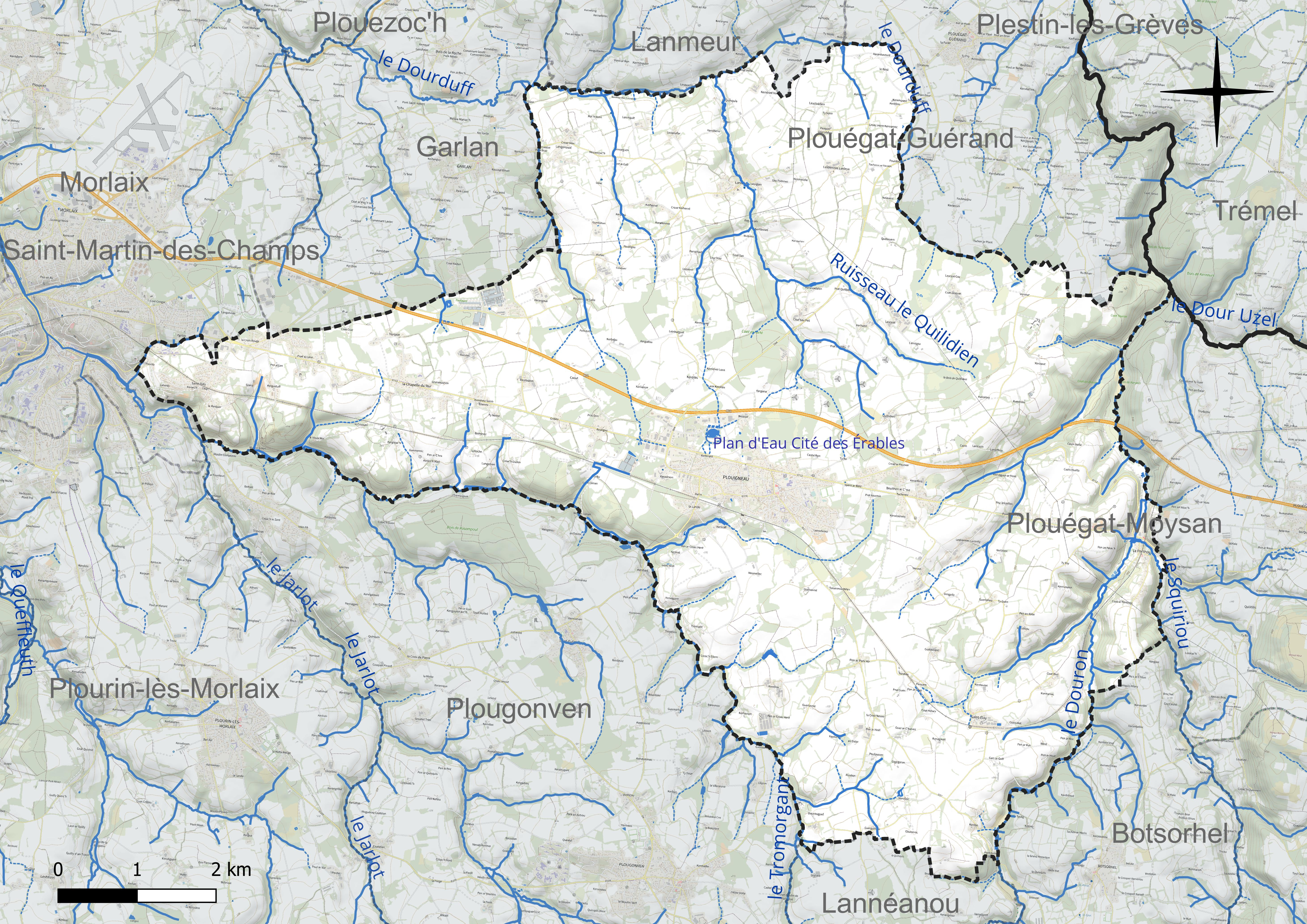
Réseau hydrographique de Plouigneau.

Un plan d'eau complète le réseau hydrographique : le plan d'eau Cité des érables (1,4 ha),.

### Climat
Pour des articles plus généraux, voir Climat de la Bretagne et Climat du Finistère.
En 2010, le climat de la commune est de type climat océanique franc, selon une étude du CNRS s'appuyant sur une série de données couvrant la période 1971-2000. En 2020, Météo-France publie une typologie des climats de la France métropolitaine dans laquelle la commune est exposée à un climat océanique et est dans la région climatique Finistère nord, caractérisée par une pluviométrie élevée, des températures douces en hiver (6 °C), fraîches en été et des vents forts. Parallèlement l'observatoire de l'environnement en Bretagne publie en 2020 un zonage climatique de la région Bretagne, s'appuyant sur des données de Météo-France de 2009. La commune est, selon ce zonage, dans la zone « Monts d'Arrée », avec des hivers froids, peu de chaleurs et de fortes pluies.
Pour la période 1971-2000, la température annuelle moyenne est de 11 °C, avec une amplitude thermique annuelle de 10,6 °C. Le cumul annuel moyen de précipitations est de 1 108 mm, avec 15,8 jours de précipitations en janvier et 8,6 jours en juillet. Pour la période 1991-2020, la température moyenne annuelle observée sur la station météorologique la plus proche, située sur la commune de Pleyber-Christ à 15 km à vol d'oiseau, est de 11,7 °C et le cumul annuel moyen de précipitations est de 1 101,6 mm,. Pour l'avenir, les paramètres climatiques de la commune estimés pour 2050 selon différents scénarios d'émission de gaz à effet de serre sont consultables sur un site dédié publié par Météo-France en novembre 2022.

### Paysages et habitat
Plouigneau présente un paysage agraire traditionnellement constitué du bocage avec un habitat dispersé en écarts formés de hameaux (villages) et fermes isolées ; les principaux hameaux sont ceux de Lanleya, Saint-Éloy et La Chapelle-du-Mur. Le bourg, traditionnellement de modeste importance, a beaucoup grossi en raison de la création de nombreux lotissements dans la seconde moitié du XXe siècle et les premières décennies du XXIe siècle en raison de sa bonne desserte routière (une urbanisation linéaire est nette le long de l'ancienne nationale 12 , désormais D 712, notamment à La Chapelle-du-Mur) et de la proximité avec l'agglomération morlaisienne, qui a aussi provoqué une périurbanisation sensible dans l'extrême ouest du territoire communal (Saint-Didy, Kersech, Lannidy, La Croix Rouge, Prad al Lann) pour cette raison.
Le plan d'eau de Plouigneau, Cité des érables, est un espace naturel inauguré en 2019, vaste de 2,50 hectares, situé à proximité de la zone industrielle de Kervanon, qui contient notamment un étang de 1,65 ha, alimenté par 5 sources. De nombreuses plantations d'espèces variées y ont été effectuées depuis son aménagement, ce plan d'eau devant son nom aux érables plantés initialement.

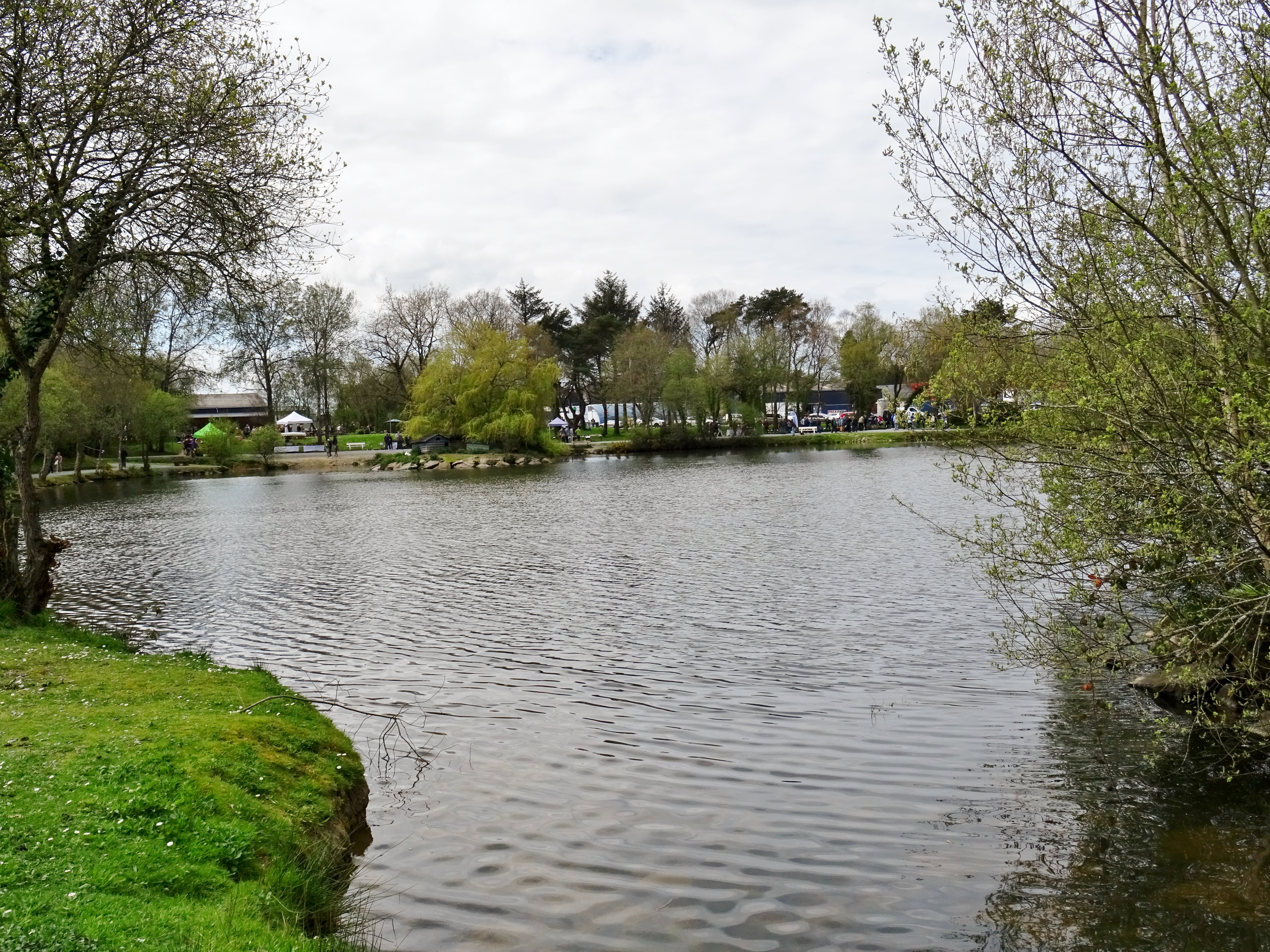
Le plan d'eau de Plouigneau (Cité des érables) 1.
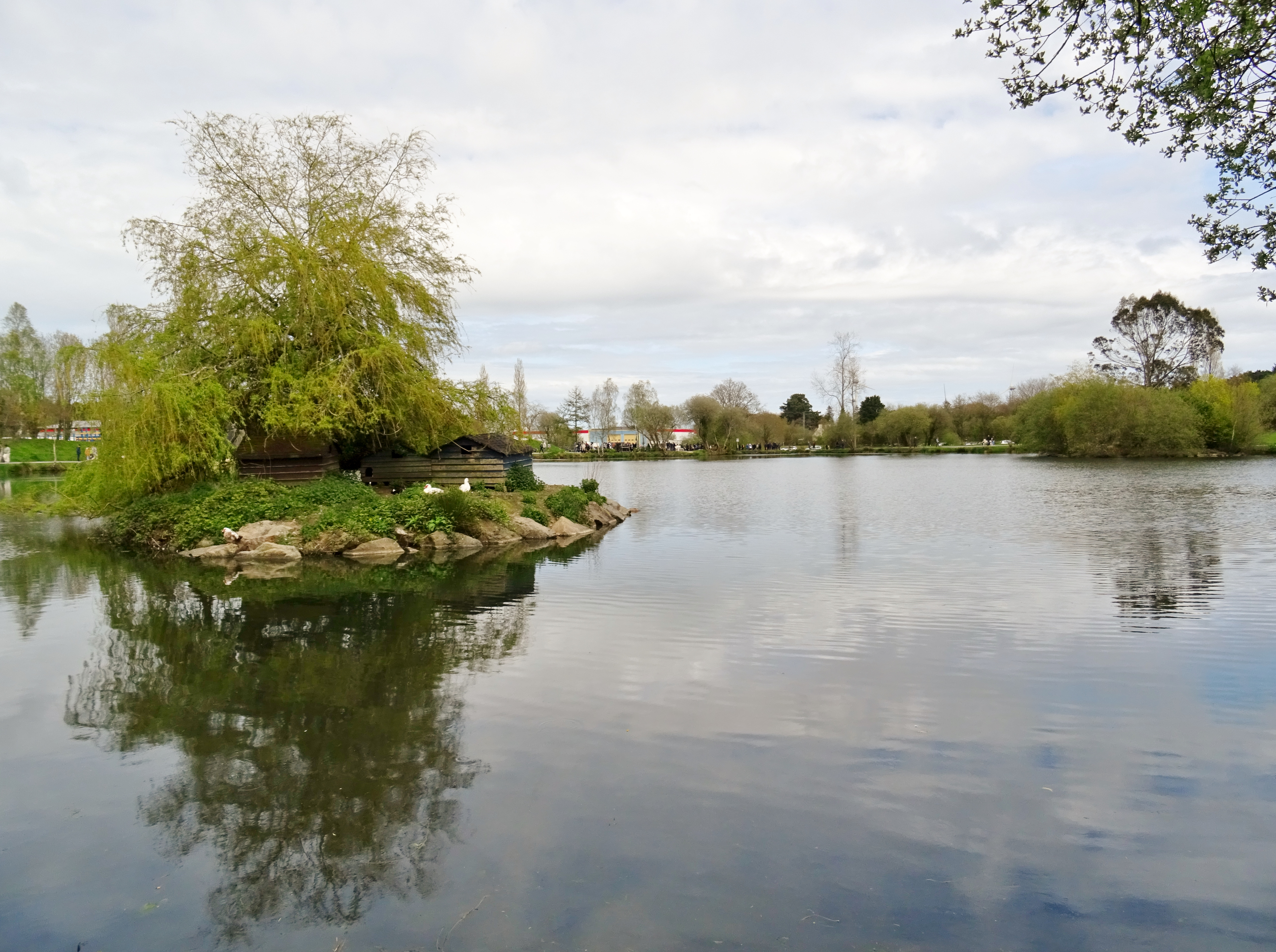
Le plan d'eau de Plouigneau (Cité des érables) 2.

## Urbanisme

### Typologie
Au 1er janvier 2024, Plouigneau est catégorisée bourg rural, selon la nouvelle grille communale de densité à 7 niveaux définie par l'Insee en 2022.
Elle appartient à l'unité urbaine de Plouigneau, une unité urbaine monocommunale constituant une ville isolée,. Par ailleurs la commune fait partie de l'aire d'attraction de Morlaix, dont elle est une commune de la couronne,. Cette aire, qui regroupe 24 communes, est catégorisée dans les aires de 50 000 à moins de 200 000 habitants,.

### Logement
En 2018, le nombre total de logements dans la commune était de 2 536, alors qu'il était de 2 397 en 2013. Parmi ces logements, 85,9 % étaient des résidences principales, 5,7 % des résidences secondaires et 8,4 % des logements vacants. Ces logements étaient pour 96,4 % d'entre eux des maisons individuelles et pour 3,4 % des appartements.

## Toponymie
Le nom de la localité est attesté sous les formes Parochia Iunau au XIIe siècle, Ploeigneau vers 1330, Plouigneau en 1427.
Plouigneau vient de l'ancien breton ploe (paroisse) et de saint Gwiniau (Winniavus ou Igneau). Son nom breton est Plouigno. Saint Ignace (ce qui se dit en breton sant Igneau d'où Ploué-Igneau), moine de la Cornouailles britannique du nom de Quiniau traversa la Manche au VIe siècle pour s'établir sur les côtes bretonnes. Ce saint breton quasi inconnu et non reconnu par Rome se serait vu substituer Ignace d'Antioche comme saint patron à une date indéterminée.
Le village de Lanleya doit son nom à saint Leya, qui serait un apôtre des premiers siècles de l'ère chrétienne. Selon Louis Le Guennec, il est probable que ce saint ait vécu en ce lieu et que l'oratoire, devenu chapelle, a été bâti sur son tombeau.

## Histoire

### Préhistoire et Antiquité
Le territoire était habité dès la Préhistoire comme en témoignent le Menhir de Creac'h Edern, le tumulus de Cazin et la tombe de l'Âge du bronze de la Chapelle du Mur.
Une stèle gauloise de 3 mètres de haut, caractéristique du second âge du fer, se trouve à Kroas Ar Peulven. Elle fut réutilisée par les Romains comme borne milliaire.
À l'époque gallo-romaine, trois voies romaines traversaient le territoire actuel de Plouigneau, l'une venant de Corseul et se dirigeant vers Vorganium (elle passait par Pradalan et le Mur), une autre venant de Vorgium et se dirigeant vers Lanmeur et Primel (c'est le long de celle-ci que se trouve la borne milliaire de Quillidien) et une troisième allant de Coz-Yaudet à Morlaix, qui passait par Langonaval et Kerstrat). Un pont gallo-romain se trouve à Keribot.

### Moyen Âge
Plouigneau serait une paroisse de l'Armorique primitive remontant au VIe siècle et dépendant du diocèse de Tréguier (Jean-Baptiste Ogée écrit qu'elle existait déjà en 714, sous l'épiscopat de Martin, sixième évêque de Tréguier) et qui aurait alors englobé des parties des territores actuels de Lannéanou et de Garlan. Mais c'est à Lannelvoez que se trouvait le siège initial de la paroisse. L'ancien presbytère, le puits, la fontaine Saint-Ignace attestent l'existence de cette première fondation religieuse. Plouigneau est cité pour la première fois au XIe siècle dans la "Vie de saint Tugdual".
Paroisse très étendue, Plouigneau comptait alors 8 trèves : (Saint-Éloi, Luzivilly, Lanleya, la Chapelle-du-Mur, la Villeneuve, Lannelvoëz et Saint-Didy).
La forteresse de Castel-Dinan, en Plouigneau, fut au haut Moyen Âge, le chef-lieu du pagus Castelli, dit aussi "Pougastel", un des trois pagi du Léon. Louis Le Guennec décrit ainsi le site : « Sur une colline âpre et nue dominant à 147 mètres d'altitude le confluent du petit fleuve côtier le Douron et le ruisseau de Trogoff, le camp retranché de Castel-Dinan, très vaste ouvrage placé dans une exceptionnelle situation défensive, à la crête d'une sorte de promontoire bordé à l'Est et au Sud par la vallée, au Nord par une dépression humide, et à l'Ouest par une barrière rocheuse naturelle que renforce un large talus bordé d'un fossé. L'aire du camp est de forme ovale et peut mesurer 2OO mètres de pourtour, mais les retranchements extérieurs, très visibles dans la partie Nord-Ouest, se sont éboulés sur le reste du périmètre, et ont même disparu en certains endroits du côté de la vallée. L'entrée s'ouvre à l'Ouest. Au milieu de l'enceinte existe un réduit ou motte prétorienne ovale environné de douves profondes et de retranchements d'une hauteur de 4 à 5 mètres. L'esplanade intérieure, de 70 mètres environ de tour, montre encore, sous les ajoncs et les ronces, les ruines d'un édifice qui la remplissait presqu'entière et dont les murs, épais d'un mètre, sont formés de moellons à peine dégrossis, sans appareil caractérisé. (...) Ce camp retranché a une origine gallo-romaine. (...) La maison de Dinan , qui a possédé durant cinq siècles au moins un domaine considérable dans la châtellenie de Morlaix-Lanmeur, y avait pour chef-lieu de ses terres cet antique ouvrage fortifié qu'elle transforma en manoir féodal et auquel elle donna son nom ».
Plouigneau fut partagé par la suite en plusieurs fiefs : Castel-Dinan, Coat-ar-Ferté, Kerviniou et Bourouguel.
Louis Le Guennec a écrit : « Le camp de Coat-ar-Ferté est sans doute l'un des plus considérables du Finistère.(...) A l'extrémité Ouest de l'esplanade se dresse une motte magnifique, plantée d'arbres de haute futaie, hêtres et pins, qui peut compter 150 mètres de tour à la base sur une quinzaine de mètres d'élévation, et forme une vraie colline artificielIe, d'un relief surprenant dans ce paysage (...).La douve extérieure du camp isole cette motte à l'Ouest, et un fossé moins accentué la sépare aussi du reste de l'ouvrage, dont elle formait le donjon. (...) À l'enceinte de Coat-ar-Ferté s'applique trait pour trait la description d'un château du XIe siècle ». La seigneurie de la Ferté possédait haute et basse justice.
Jean-Baptiste Ogée cite le château de Goësbriand, qui aurait appartenu en 1220 à Aufrai, seigneur de Goësbriand ; puis, sous le règne de Charles VI, à un autre Aufray de Goësbriand, décédé en 1389, qui fut gouverneur de la ville et du château de Saint-Macaire et en 1371 à Thomas de Kerveniou, écuyer au service de Pierre de Tournemine, seigneur de La Hunaudaye. Il cite aussi le château de Lanidy, qui appartenait en 1430 à Pierre Talhouet, conseiller du duc de Bretagne Jean V ; son petit-fils Jean Talhouët fut évêque de Tréguier entre 1502 et sa mort survenue en 1505.
En 1463, un tiers des habitants succombèrent lors d'une épidémie à Plouigneau. Les paroissiens de Plouigneau déclarent lors d'une enquête datée de 1482 : « Et aussi régna en icelle paroisse autre épidémie de peste d'épidémie sur les ans 1472 et 1473, dont mourut pareillement grand nombre des dits habitants ». Dans la même enquête les paroissiens se plaignent de la « stérilité des blés » et « des grandes charges de fouage » qu'ils sont contraints de payer, si bien que « plusieurs des habitants ont guerpi (...) et sont allés demeurer ailleurs ». Cette enquête indique également que les 192 familles paysannes (nobles et métayers exclus) de la paroisse possédaient alors 1 074 têtes de bétail, que 67 d'entre elles possédaient un cheval, 6 un attelage de 2 bœufs.

### Époque moderne
Pendant les Guerres de la Ligue le château de Bourouguel, qui était occupé par une garnison royaliste (il appartenait au chef de bandes Anne de Sanzay de la Magnane), fut pris par les Morlaisiens de la Sainte Union favorables aux Ligueurs, qui en démolirent les fortifications. Anne de Sanzay de la Magnane y mourut vers 1630 et le château tomba en ruines. Il fut remplacé par un manoir.
Un autre château, celui de Kervenniou, qui était situé au sud-est de Luzuvilly, fut aussi détruit pendant les Guerres de la Ligue.

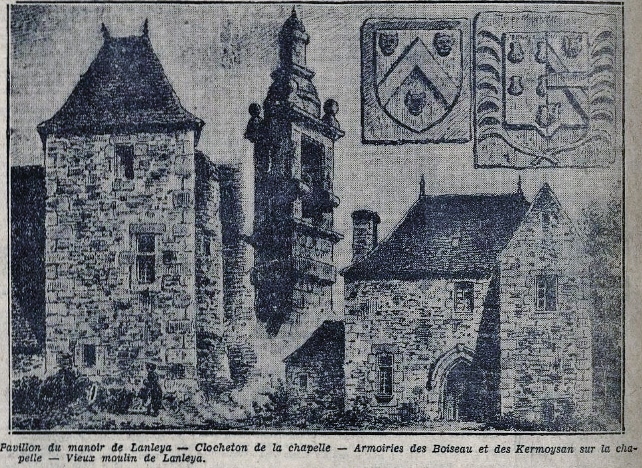
Assemblage photographique du pavillon du manoir de Lanleya, du clocheton de la chapelle, des armoiries des Boiseau et des Kermoysan, et du vieux moulin de Lanleya (par Louis Le Guennec).

La maison noble de Lanleya date du Moyen-Âge ; elle est citée lors de la réformation de 1543 ; elle appartient en 1574 à Jean du Parc, époux de Catherine du Plessis, dame du lieu ; le manoir passa par mariages successifs aux mains de la famille Dresnay, puis en 1595 de la famille de Kermoysan, en raison du mariage de Marie du Dresnay avec Philippe de Kermoysan, originaire de Goasmap en Pommerit-le-Vicomte. En 1695, tombant à nouveau en quenouille, le manoir passa aux mains de la famille de Kergariou ; lors de la Révolution française, le manoir appartenait à Jonathas de Kergariou, puis à son gendre Sébastien-François Barbier, marquis de Lescoat, lequel émigra, ce qui entraîna la vente du manoir, de la chapelle et du moulin comme biens nationaux ; tombé en déshérence, le manoir fut reconstruit dans la seconde moitié du XIXe siècle.
En 1665 cinq justices seigneuriales existaient dans la paroisse de Plouigneau : celles du Ponthou, de Goezbriand, d'Ancrevel et celle du sieur d'Acigné, qui étaient des juridictions prétendues (c'est-à-dire à la légalité contestée) et relevaient en appel de la cinquième, celle de la châtellenie de Baudister [Bodister, en Plourin-les-Morlaix] , dont la juridiction était aussi composée des paroisses de Ploujean, Garlan et Plourin, et qui dépendait en second appel de la barre royale de Morlaix.
En 1753 Plouigneau, y compris sa trève de Lannéanou, comptait 30 manoirs dont Lanidy (au seigneur du Ponthou), Le Mur (au seigneur de Kergornadeth), Kergueguen (à Jean Porzborgen), Jean Le Rouge (à Jean Le Rouge), Goëzbriand (à François de Goëzbriand), Lanleya (à Jean du Parc), Kernethallec (à Jehan de Gaspern), etc.. Au moins 21 de ces manoirs étaient sans fief ni juridiction, donc étaient de simples domaines fonciers.

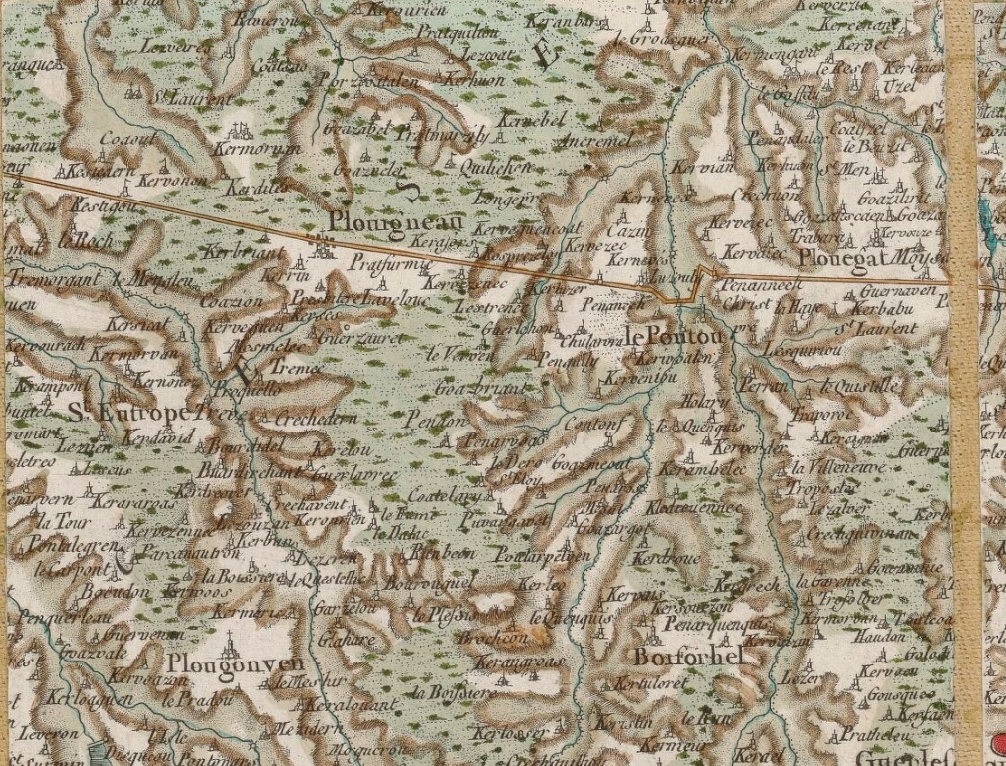
Carte de Cassini de Plouigneau et Le Ponthou (1783).

En 1759, une ordonnance de Louis XV ordonne à la paroisse de Plovignau [Plouigneau] de fournir 70 hommes et de payer 459 livres pour « la dépense annuelle de la garde-côte de Bretagne ».
Jean-Baptiste Ogée décrit ainsi Plouigneau en 1778 :

« Plouigneau, au bord de la route de Rennes à Brest ; à 9 lieues au Sud-Ouest de Tréguier, son évêché ; à 35 lieues de Rennes ; et à 2 lieues de Morlaix, sa subdélégation et son ressort. Cette paroisse relève du Roi et compte 4 000 communiants, y compris ceux de Lannéanou, sa trève ; la cure est à l'alternative. Des terres en labeur, des prairies, des landes : voilà ce que le territoire présente à la vue. C'est un pays couvert, fort abondant en cidre. (...) La Ferté, Gouarquen, Kergariou et Kerdenis, ces quatre terres ont chacune une haute justice, qui appartiennent à M. le Maréchal Duc de Richelieu. »

### Révolution française
Le Conseil général de la commune de Plouigneau demande le 22 décembre 1790 la suppression des domaines congéables, dont les lourdes redevances convenancières dues par les "colons", souvent supérieures à la moitié de leurs revenus, continuaient d'être exigées par les propriétaires.

### LeXIXesiècle

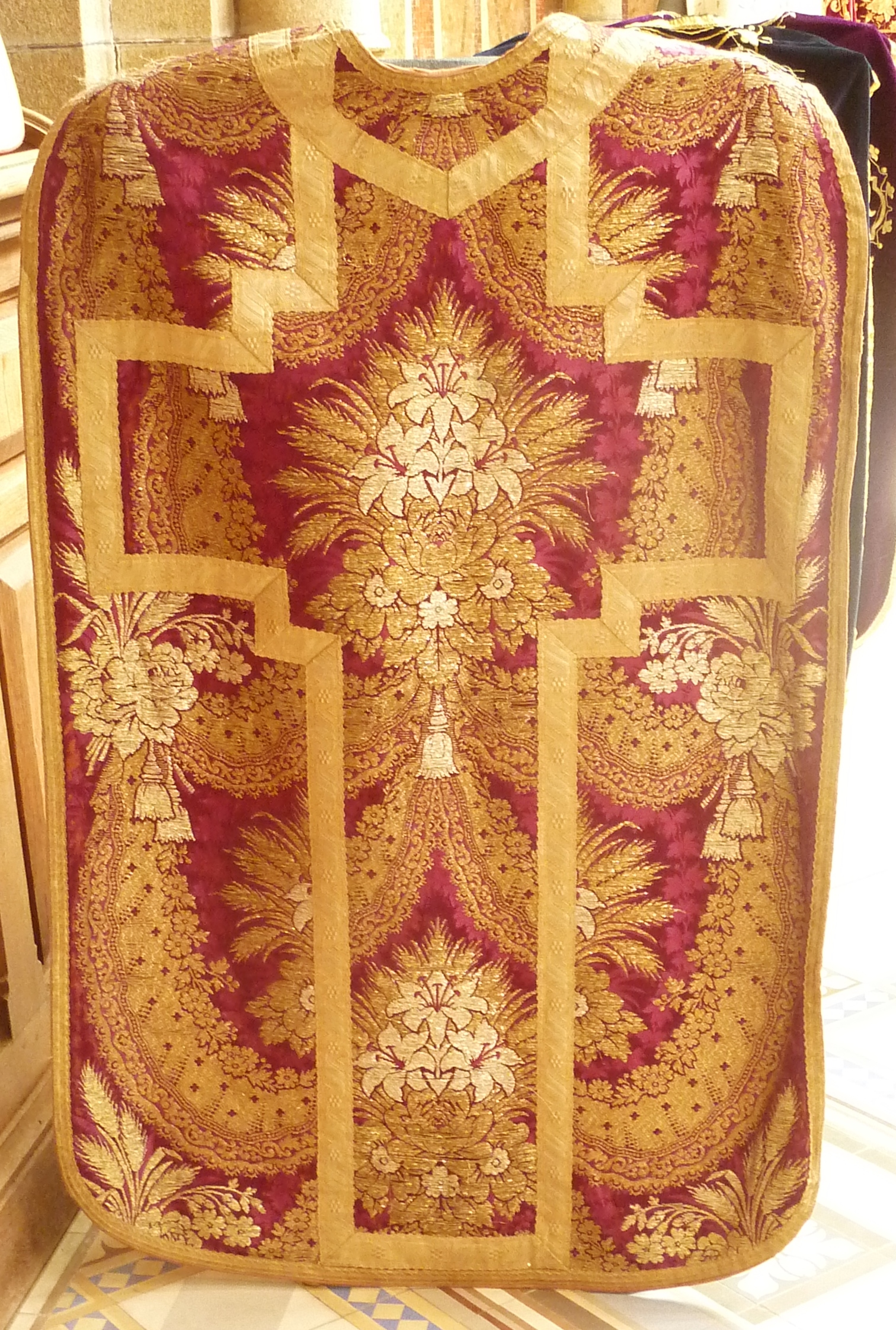
Chasuble de la paroisse Saint-Ignace (XIXe siècle)

Malgré l'érection en commune indépendante, après la Révolution de 1789, de la trève de Lanneanou qui anciennement faisait partie des 8 trèves que composait la commune de Plouigneau (Saint Eloi, Luzivilly, Lanleya, la Chapelle-du-Mur, la Villeneuve, Lannelvoëz et Saint-Didy), Plouigneau est restée une des communes les plus étendues du Finistère : 6 347 ha.
Intégrée au canton de Plougonven puis à celui du Ponthou, la commune de Plouigneau devint chef-lieu de canton en 1829. Une ordonnance royale en date du 29 avril 1829 transfère à Plouigneau le chef-lieu de la justice de paix du canton du Ponthou, situé jusque-là au Ponthou.
Plouigneau et son canton suivaient les usages et règlements locaux de l'usement de Tréguier car la région faisait partie sous l'Ancien Régime du diocèse de Tréguier.
Le manoir de Pradalan ou Prad al Lan (construit vers 1775) fut la maison natale de l'amiral Alphonse Fleuriot de Langle.
A. Marteville et P. Varin, continuateurs d'Ogée, décrivent ainsi Plouigneau en 1853 :

« Plouigneau (sous l'invocation de saint Ignace, évêque de Smyrne) ; commune formée de l'ancienne paroisse de ce nom, moins sa trève Lannéanou, devenue commune ; aujourd'hui cure de 2ème classe ; chef-lieu de perception. (...) Principaux villages : Penallan, Kergreac'h, Guerzavast, Kerhellou, Cazin, le Plessix, Lanleïa. Manoirs du Mur, de Graiville, de Kerangoué, de la Salle. Superficie totale 6 373 hectares dont (...) terres labourables 2 719 ha, prés et pâturages 383 ha, bois 976 ha, vergers et jardins 91 ha, landes et incultes 1 904 ha (...). Moulins : 26 (Neuf, de Kerohan, de Keranpont, An-Abbat, Kerviniou, Goasouliat, Kerlio, Bourouguel, Conan, Tremorgan, Kergreac'h ; à eau). (...) Ce bourg est situé sur le bord de la route royale n°12, de Paris à Brest, qui traverse cette commune de l'est à l'ouest. Le sommet de la côte qui porte le nom de ce bourg est à 161 m au-dessus du niveau de la mer et Plouigneau à 146 m 62 cm. Il y a foire le deuxième lundi de janvier, le mercredi des Cendres, le deuxième lundi d'octobre. Géologie : terrain schisto-argileux. On parle le breton. »

La mission organisée à Plouigneau entre le 27 septembre 1856 et le 5 octobre 1856 sous la direction de deux prédicateurs jésuites fut un plein succès : « Sauf le premier jour, l'église ne s'est pas trouvée désemplie un seul moment depuis cinq heures du matin jusqu'à sept heures du soir ». L'évêque de Quimper vint pour la cérémonie de clôture : « Un arc de triomphe tout champêtre a été dressé en son honneur et des couronnes de fleurs suspendues à son passage ». Une croix a été érigée.
L'arrivée en 1865 du chemin de fer (ligne de Paris-Montparnasse à Brest) entraîne une activité importante à la gare de Plouigneau : trafic de voyageurs, embarquement de bestiaux, négoce d'engrais, bois, ciment, vin, matériel agricole, etc..
En 1877 à Plouigneau 18 hommes furent privés d'absolution, ayant commis un péché mortel selon le recteur, car ils avaient voté pour les républicains.
Armand Jaouen, maire républicain de Plouigneau, fut révoqué pour ses convictions politiques à deux reprises le 24 mars 1873 et le 16 mai 1877, par la majorité d'Ordre moral. En 1873 le vicomte et vice-amiral Fleuriot de Langle fut nommé à sa place par le préfet, alors qu'il n'était même pas conseiller municipal. Les électeurs ignaciens s'obstinant à voter pour la liste républicaine et le vice-amiral ne parvenant pas à être élu, la commune fut divisée en quatre sections électorales dans l'espoir que ce sectionnement modifie le verdict des urnes ; en vain, mais Fleuriot de Langle resta maire deux ans.
Armand Jaouen déclare lors de sa candidature aux élections législatives (il fut élu député) de mars 1892 : « J'honore la religion, je respercte le prêtre se mouvant dans le cercle de ses attributions religieuses. Mais je le veux à l'église et non à la mairie. Il doit le respect au gouvernement. Le gouvernement doit exiger de tous l'obéissance aux lois ». Il se dit par ailleurs favorable au protectionnisme.
Fin XIXe la construction de 67 écoles de hameaux a été autorisée dans le Finistère par deux décrets :
- Le décret du 25 octobre 1881 qui a délégué une subvention pour 18 écoles de hameaux sur l'arrondissement de Quimperlé ; toutes ont été bâties.
- Le décret du 14 mars 1882 qui a délégué une subvention pour 50 écoles de hameaux sur les quatre autres arrondissements du département (Brest, Châteaulin, Morlaix, Quimper) à choisir dans les communes « dont le territoire est le plus étendu et les ressources les plus restreintes » ; 49 ont été bâties dont 2 à Plouigneau (Lanleya et Saint-Éloi)[52].

Le 21 juillet 1895 une adjudication fut organisée en mairie de Plouigneau pour la construction d'une école de filles et la rénovation de celle des garçons. Une « surtaxe de 10 francs par hectolitre d'alcool pur contenu dans les eaux-de-vie, esprits, (...), liqueurs et absinthes » fut percue à l'octroi de Plouigneau jusqu'au 31 décembre 1899 pour financer la construction de la maison d'école de filles, ainsi que la reconstruction du clocher.
En 1896, un document indique que les sœurs de l'Immaculée Conception de Saint-Méen assistaient et soignaient gratuitement les malades de Plouigneau à domicile.
Lors du Concours agricole organisé en septembre 1897 à Plouigneau, le maire Armand Jaouen fit « les éloges du gouvernement républicain et fait ressortir les avantages qu'en a retiré l'agriculture. Il a terminé en faisant les éloges de M. Méline, président du conseil (...) ».

### LeXXesiècle

#### La Belle Époque

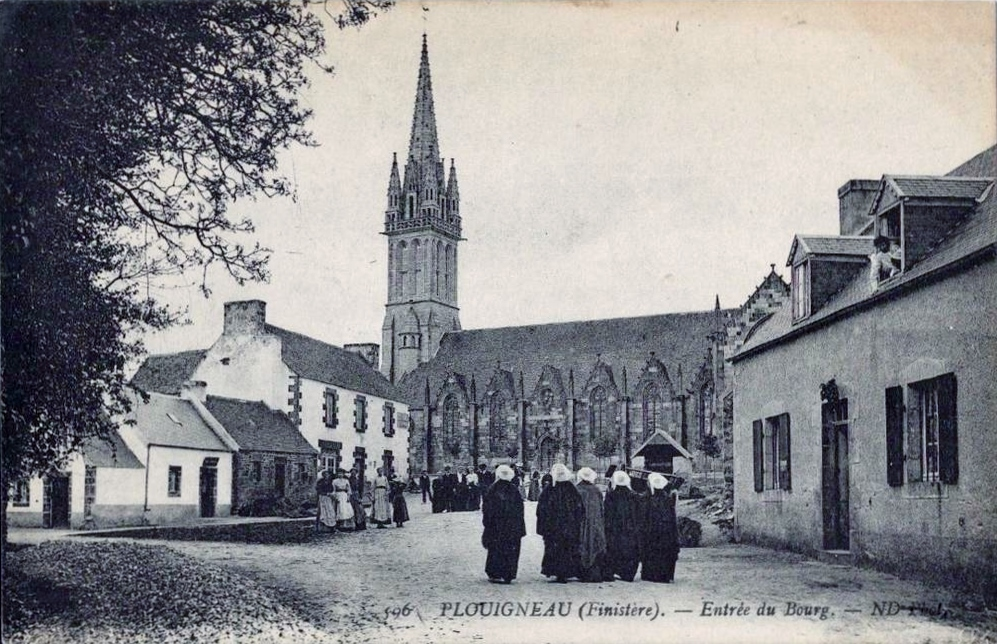
Le bourg de Plouigneau vers 1900 (carte postale ND Photo).
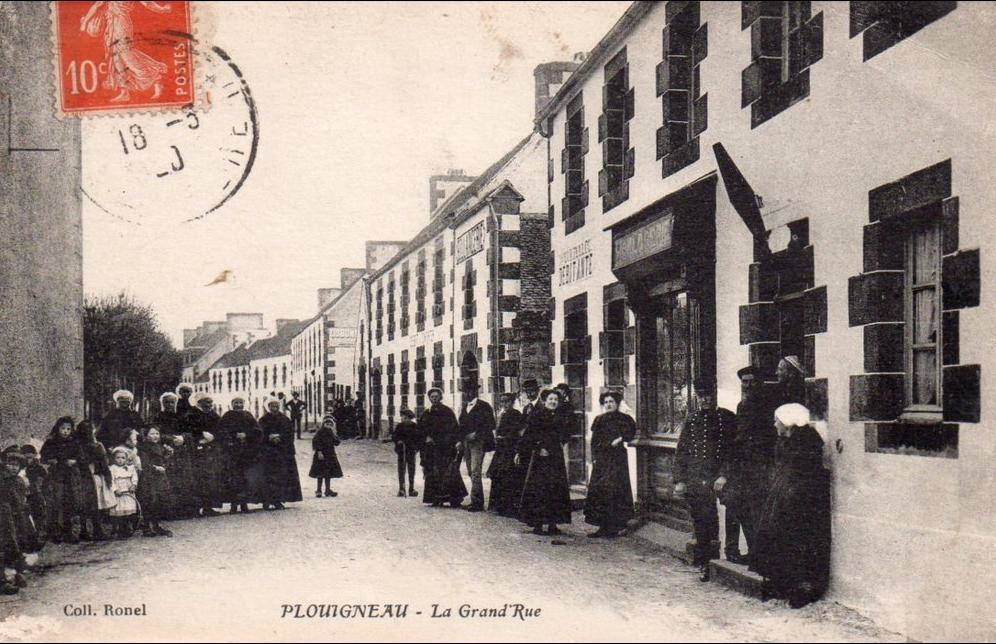
Plouigneau : la Grand'Rue au début du XXe siècle (carte postale, collection Ronel).
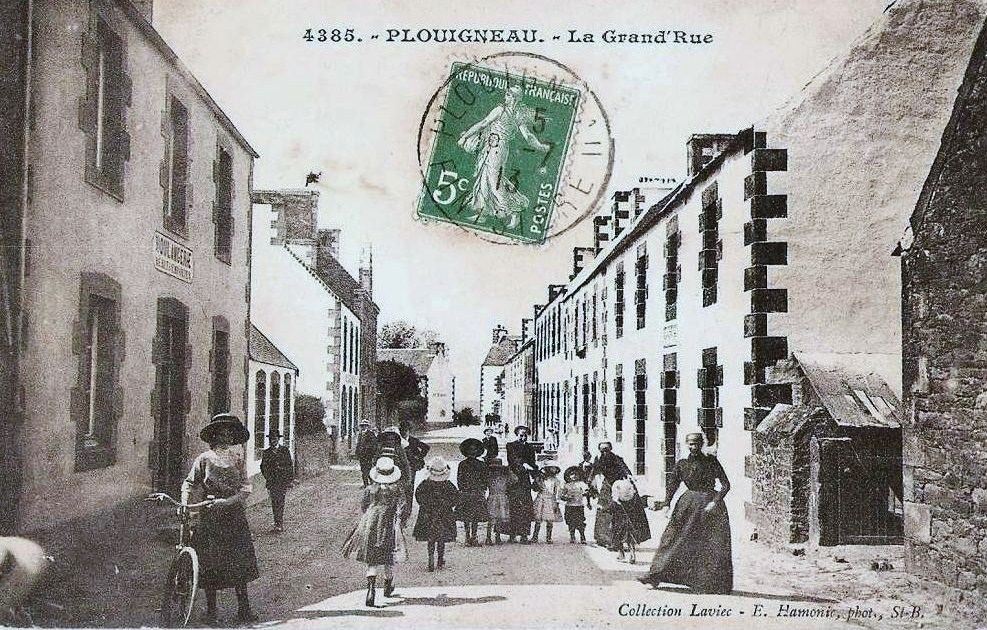
Plouigneau : la Grand'Rue au début du XXe siècle (carte postale Émile Hamonic).
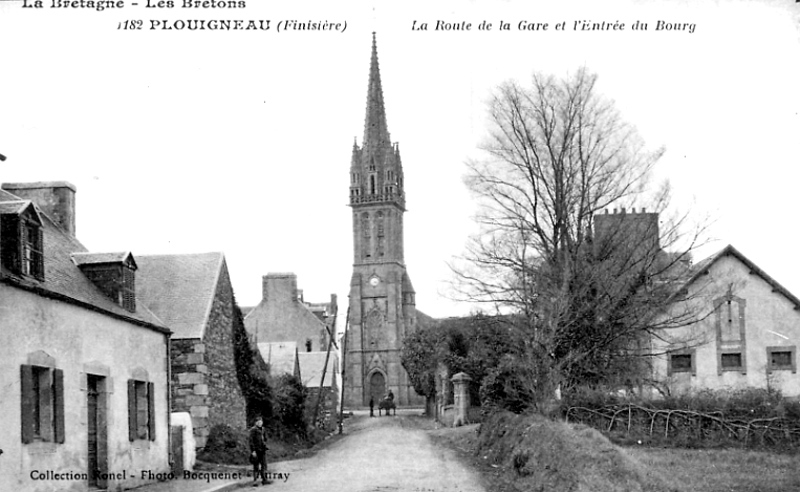
Plouigneau : l'entrée du bourg, rue de la Gare (carte postale début XXe siècle).
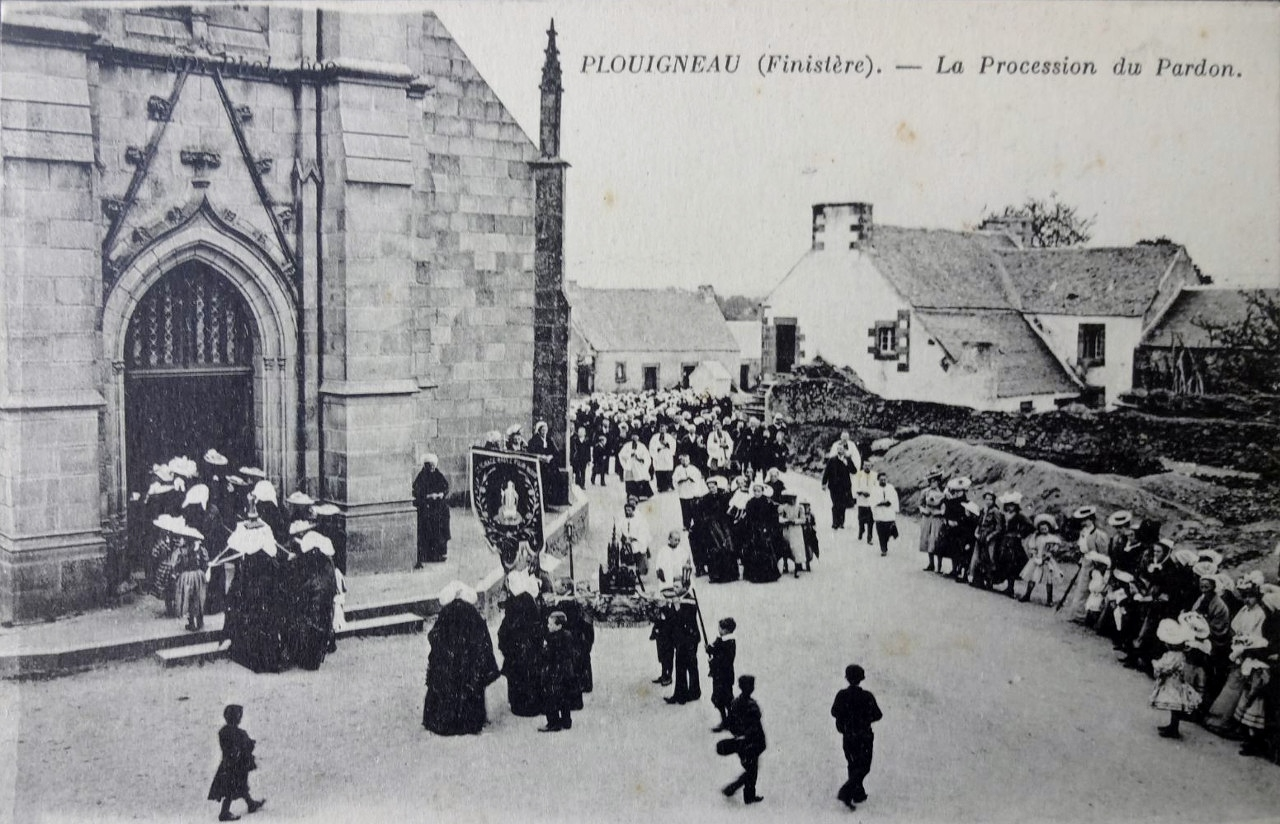
Plouigneau : la procession du pardon au début du XXe siècle (carte postale).

#### La Première Guerre mondiale

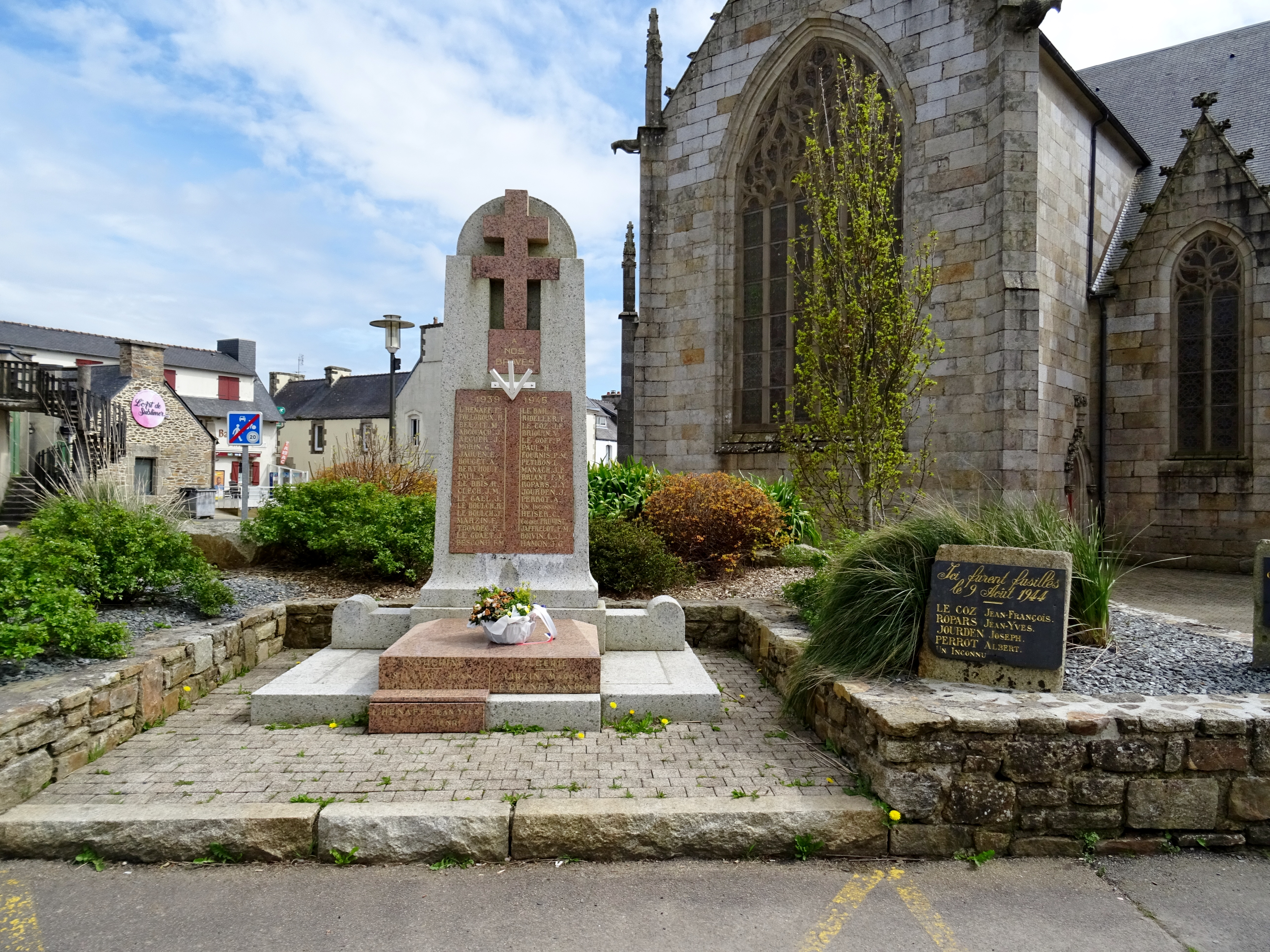
Le monument aux morts de Plouigneau.

Auguste Jouêtre, originaire de Plouigneau, mais alors électricien à Villerupt (Meurthe-et-Moselle), fut arrêté par deux uhlans alors qu'il se promenait dans un bois proche de la frontière le 5 août 1914 ; il serait le premier français à avoir été fait prisonnier par l'armée allemande pendant la Première Guerre mondiale, même s'il ne fut prisonnier que pendant deux heures car les deux uhlans furent tués par une patrouille française et il fut libéré.
Le monument aux morts du cimetière de Plouigneau porte les noms de 211 soldats morts pour la France pendant la Première Guerre mondiale ; parmi eux 123 au moins sont morts en Belgique (parmi eux, Nicolas Le Gall fut décoré de la Croix de guerre), dans les Balkans dans le cadre de l'expédition de Salonique (deux, Jean Berrou et Eugène Savy, en Macédoine) ; un, Jean Ourlay, en Croatie) ; un, Yves Hamon, en Italie ; un , Lucas Brigant, en Algérie ; deux, François Denis et Yves Jaouen, alors qu'ils étaient prisonniers de guerre en Allemagne. La plupart des autres sont décédés sur le sol français : parmi eux, Jean Caër, caporal au 219e régiment d'infanterie, et Yves le Rouge de Guerdavid, sous-lieutenant au 247e régiment d'infanterie, furent décorés de la Médaille militaire et de la Croix de guerre ; Yves Cotty a été décoré de la Médaille coloniale, agrafe "Afrique occidentale".

#### L'Entre-deux-guerres

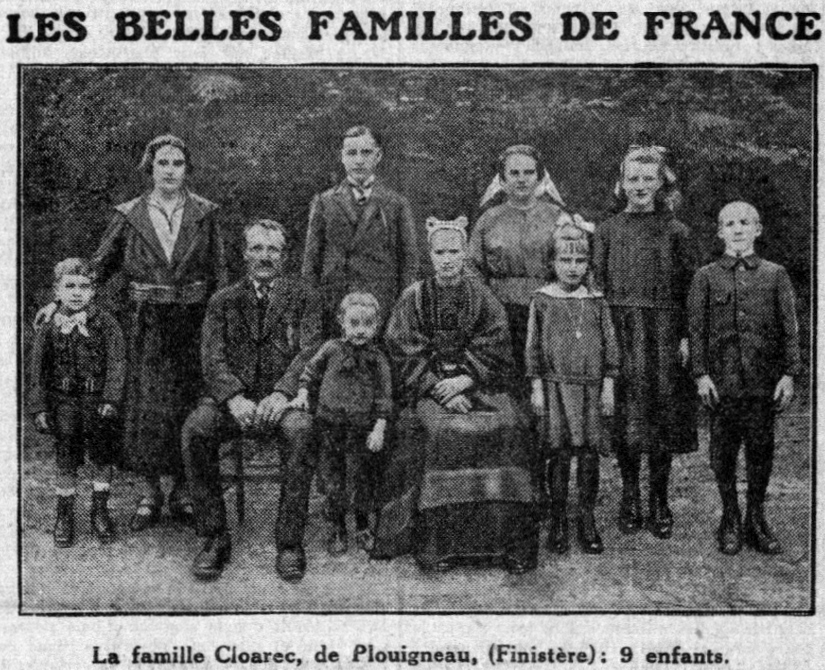
Photographie de la famille Cloarec, de Plouigneau, en 1927 (journal La Croix)

Le monument aux morts de Plouigneau fut inauguré le 30 mai 1920.
En 1933, Armand Jaouen, notaire, fils et petit-fils de deux maires de Plouigneau, gravement blessé pendant la guerre, fut décoré de la Légion d'honneur. Il décéda le 5 avril 1933 à Plouigneau. D'autres Ignaciens reçurent aussi la Légion d'honneur, par exemple en 1939 François Moal, grand mutilé de guerre.
Un bal travesti était organisé à cette époque chaque année le Mercredi des Cendres, qui était aussi le jour d'une foire très fréquentée. En 1930 une "Association catholique des chefs de famille du canton de Plouigneau" demande, dans une letre écrite à chaque maire du canton, l'interdiction des bals « source de débauche crapuleuse des mineurs » et lieux créant « une atmosphère favorable à la tuberculose ».
François Tanguy-Prigent créa une coopérative agricole modèle, la « Coopérative agricole de Défense Paysanne », active dans la décennie 1930 dans le canton de Plouigneau.

#### La Seconde Guerre mondiale
Le monument aux morts de Plouigneau porte les noms de 38 personnes mortes pour la France pendant la Seconde Guerre mondiale ; parmi elles, des résistants comme Joseph Jourdren et Constant Heiser. François Bescond est mort victime du torpillage du cuirassé Jean Bart le 8 novembre 1942 à Casablanca. Trois au moins sont des marins disparus en mer (François Berthou et Yves Paul lors de la bataille de Mers el-Kébir le 3 juillet 1940, Arnaud Bouget au large d'Oran le 8 novembre 1942. Hervé Folleroux, aviateur, est mort en combat aérien au-dessus de l'Allemagne le 26 septembre 1939 ; Eugène Jaouen est mort des suites de ses blessures le 2 février 1945 alors qu'il combattait en Allemagne ; Guillaume Morin est aussi décédé en Allemagne.
Une stèle commémorative située près du monument aux morts évoque la mémoire de cinq civils fusillés par les Allemands le 9 août 1944 : Joseph Jourdren, Jean-François Le Coz, Albert Perrot, Jean-Yves Ropars et un inconnu.
Henri Venner, né à Plouigneau, mais qui habite Tressignaux (âgé de 102 ans en 2024), fut résistant FFL.

#### L'après Seconde Guerre mondiale
Quatre soldats originaires de Plouigneau (Jean Bourhis, Henri Gouil, Jean L'Hénaff, Jean Silliau) sont morts pour la France pendant la guerre d'Indochine et deux (Jean Le Deunff, Marcel Lirzin) pendant la guerre d'Algérie. Henri de Trémaudan, né à Plouigneau le 12 avril 1894, est déclaré mort pour la France le 27 mars 1959.
Joseph Urien, né à Ploujean, jaciste, agriculteur à Plouigneau, créa le « Groupement des maraîchers de la baie de Morlaix » (par la suite incorporée à la SICA de Saint-Pol-de-Léon), puis le SICAMOB (Sica des marchés organisés de Bretagne). Il fut maire de Plouigneau pendant 21 ans.

### LeXXIesiècle
Le 1er janvier 2019, Plouigneau et Le Ponthou fusionnent, à la demande des habitants du Ponthou, pour créer la commune nouvelle de Plouigneau.
« C'est une manière de mieux exister avec une commune plus importante dans une communauté agrandie. Avec un souci de mutualisation des services indispensables au développement et à l'épanouissement des habitants » a déclaré Pierre-Yves Minec, maire du Ponthou.
Un référendum organisé localement donna 72,45 % des voix pour la fusion (la participation au vote étant de 29 % du corps électoral).

## Politique et administration
| Nom                | Code Insee | Intercommunalité      | Superficie (km2) | Population (dernière pop. légale) | Densité (hab./km2) |
| ------------------ | ---------- | --------------------- | ---------------- | --------------------------------- | ------------------ |
| Plouigneau (siège) | 29199      | CA Morlaix Communauté | 64,82            | 5 039 (2022)                      | 78                 |
| Le Ponthou         | 29219      | Morlaix Communauté    | 1,34             | 175 (2016)                        | 131                |

### Liste des maires
| Période        | Période     | Identité            | Étiquette | Qualité                                  |
| -------------- | ----------- | ------------------- | --------- | ---------------------------------------- |
| 8 janvier 2019 | 27 mai 2020 | Rollande Le Houérou | DVD       | Géographe                                |
| 27 mai 2020    | En cours    | Joëlle Huon         | PS        | Agricultrice, conseillère départementale |

### Jumelages
Bedernau (de) (Allemagne)

## Population et société

### Démographie
L'évolution du nombre d'habitants est connue à travers les recensements de la population effectués dans la commune depuis 1793. Pour les communes de moins de 10 000 habitants, une enquête de recensement portant sur toute la population est réalisée tous les cinq ans, les populations de référence des années intermédiaires étant quant à elles estimées par interpolation ou extrapolation. Pour la commune, le premier recensement exhaustif entrant dans le cadre du nouveau dispositif a été réalisé en 2004.
En 2022, la commune comptait 5 039 habitants, en évolution de +2,17 % par rapport à 2016 (Finistère : +2,16 %, France hors Mayotte : +2,11 %).
| 1793  | 1800  | 1806  | 1821  | 1831  | 1836  | 1841  | 1846  | 1851  |
| ----- | ----- | ----- | ----- | ----- | ----- | ----- | ----- | ----- |
| 3 574 | 3 788 | 4 191 | 4 189 | 4 576 | 4 798 | 4 930 | 4 910 | 5 017 |

| 1856  | 1861  | 1866  | 1872  | 1876  | 1881  | 1886  | 1891  | 1896  |
| ----- | ----- | ----- | ----- | ----- | ----- | ----- | ----- | ----- |
| 4 892 | 5 017 | 5 123 | 4 946 | 4 982 | 4 550 | 4 557 | 4 424 | 4 369 |

| 1901  | 1906  | 1911  | 1921  | 1926  | 1931  | 1936  | 1946  | 1954  |
| ----- | ----- | ----- | ----- | ----- | ----- | ----- | ----- | ----- |
| 4 278 | 4 410 | 4 435 | 3 710 | 3 568 | 3 591 | 3 519 | 3 604 | 3 154 |

| 1962  | 1968  | 1975  | 1982  | 1990  | 1999  | 2004  | 2006  | 2009  |
| ----- | ----- | ----- | ----- | ----- | ----- | ----- | ----- | ----- |
| 2 913 | 2 844 | 3 172 | 3 608 | 4 023 | 4 138 | 4 278 | 4 367 | 4 685 |

| 2014  | 2019  | 2022  | - | - | - | - | - | - |
| ----- | ----- | ----- | - | - | - | - | - | - |
| 4 849 | 5 086 | 5 039 | - | - | - | - | - | - |

#### Évolution du rang démographique
| selon la population municipale des années : | 1968 | 1975 | 1982 | 1990 | 1999 | 2006 | 2009 | 2013 |
| Rang de la commune dans le département      | 51   | 50   | 47   | 39   | 39   | 39   | 38   | 37   |
| Nombre de communes du département           | 286  | 283  | 283  | 283  | 283  | 283  | 283  | 283  |

En 2017, la commune nouvelle de Plouigneau était la 36e commune du département en population avec ses 5 083 habitants (territoire en vigueur au 1er janvier 2020), derrière Châteaulin (35e avec 5 214 habitants) et devant Locmaria-Plouzané (37e avec 5 076 habitants).
En 2017, elle était la 2 128e commune en population au niveau national, ex æquo avec Mériel (Val-d'Oise).

### Santé
L'hôpital le plus proche est le Centre Hospitalier du Pays de Morlaix, situé à Morlaix.

### Sport

#### Associations sportives
- Union Sportive Plouigneau, club de football dont l'équipe première évolue en D1 de district pour la saison 2020-2021, l'équipe B évoluant en D3.
- Plouigneau Oxygène, association de cross
- Pétanque ignacienne, club de pétanque
- Club de tennis
- Club de tennis de table
- Club de gymnastique
- Dance : Temps'dance et Extra va'dance
- Club d'équitation

## Culture locale et patrimoine

### Lieux et monuments
- Menhir de Creac'h Edern

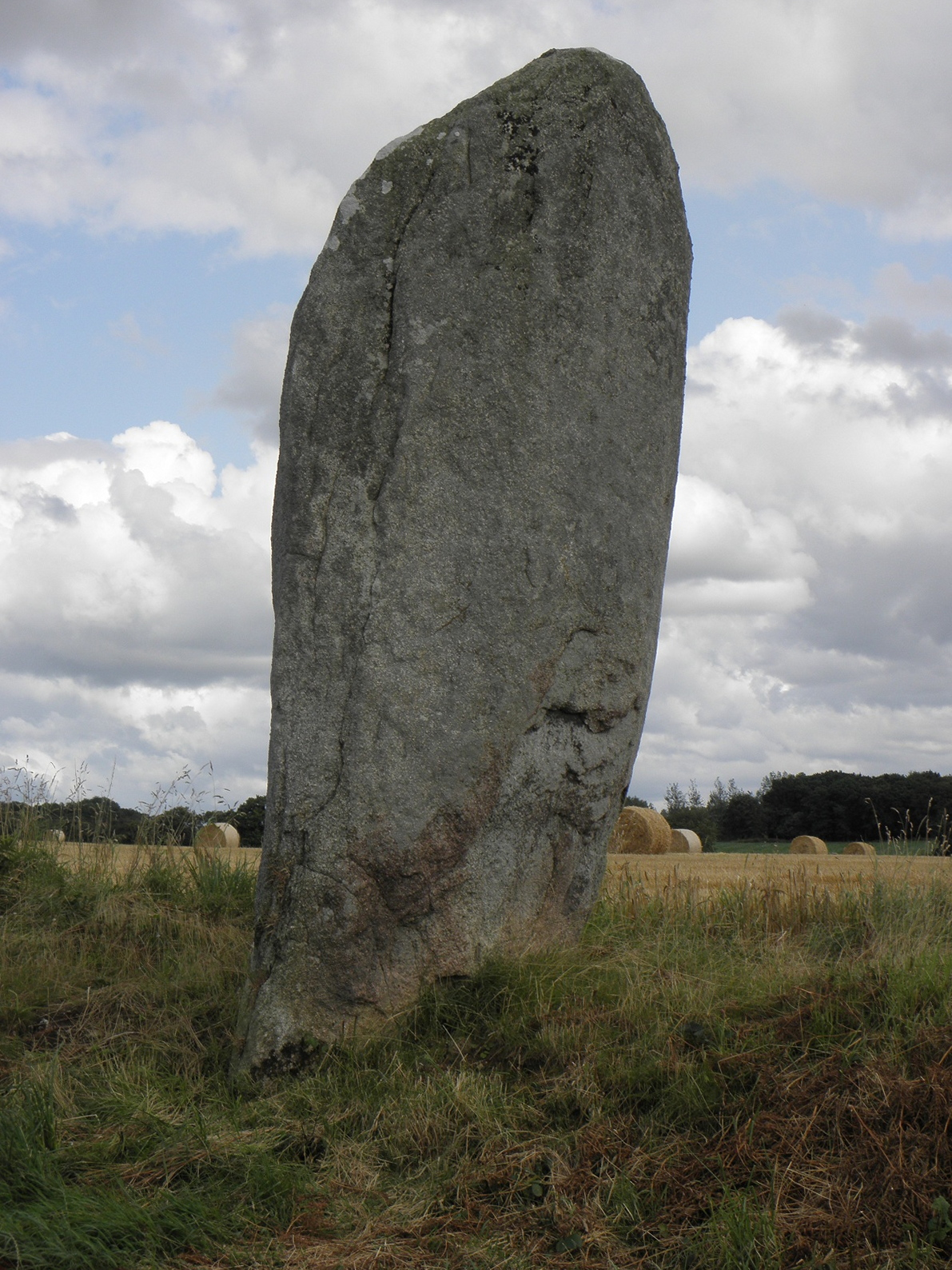
Le menhir de Creac'h Edern.

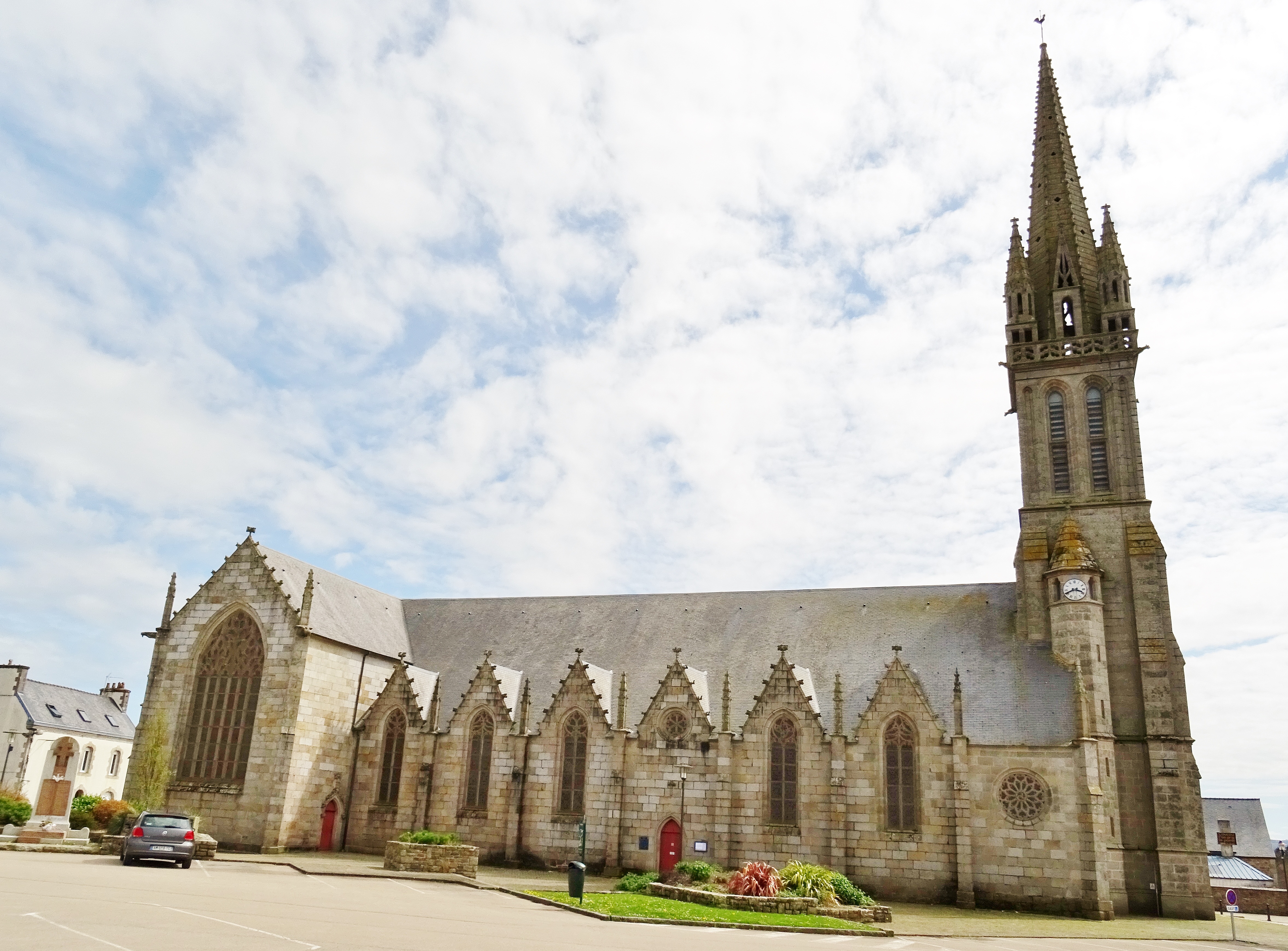
L'église Saint-Ignace : vue latérale nord.

- Stèle de Croas ar Peulven, dite aussi borne milliaire de Quillidien
- Traces de plusieurs voies romaines
- Église paroissiale Saint-Ignace, dédéiae à saint Ignace, de style néogothique, construite en 1863 sauf le clocher, construit en 1895 d'après les plans de l´architecte Ernest Le Guerranic[87].

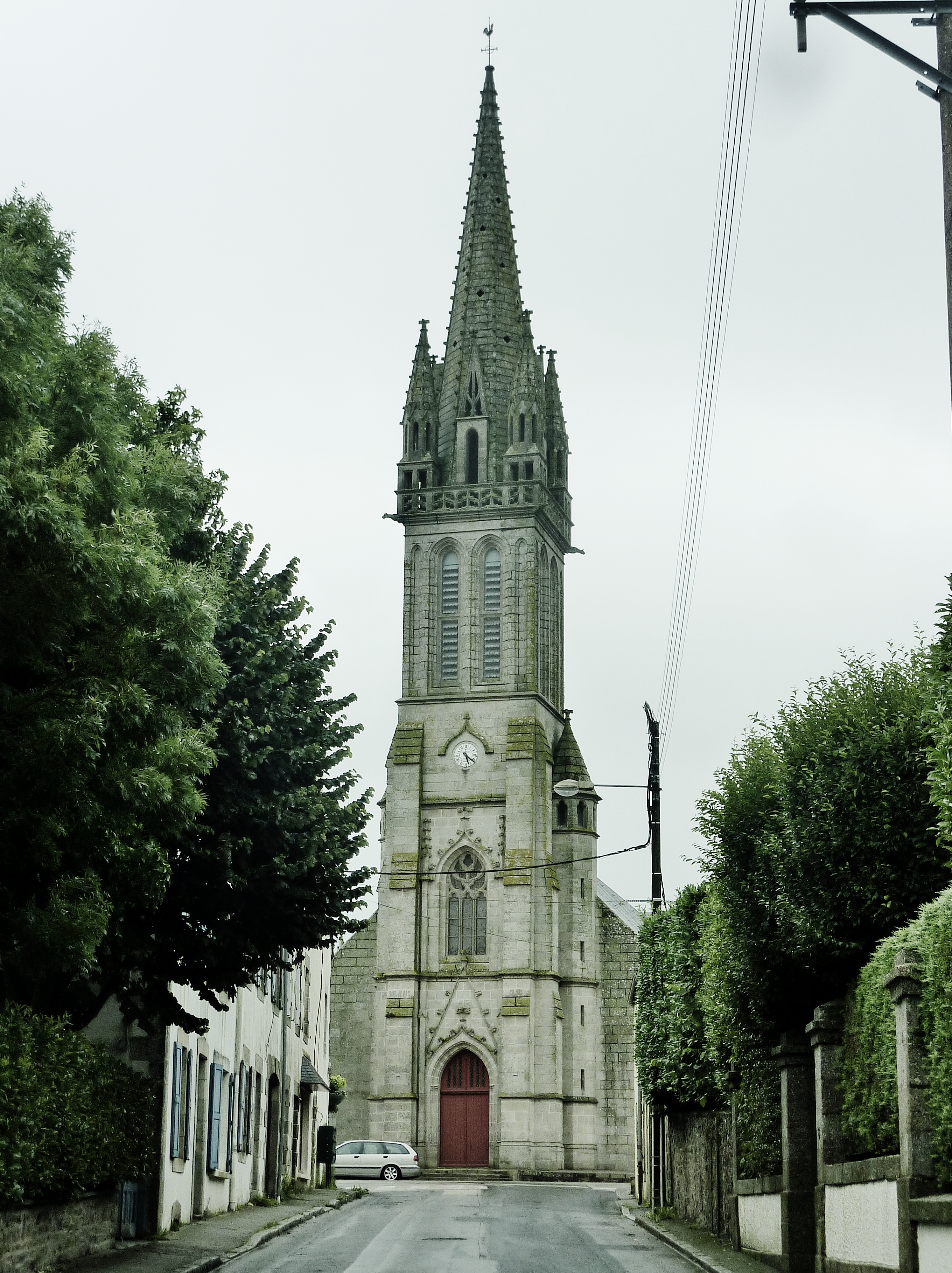
Église paroissiale Saint-Ignace : la façade.
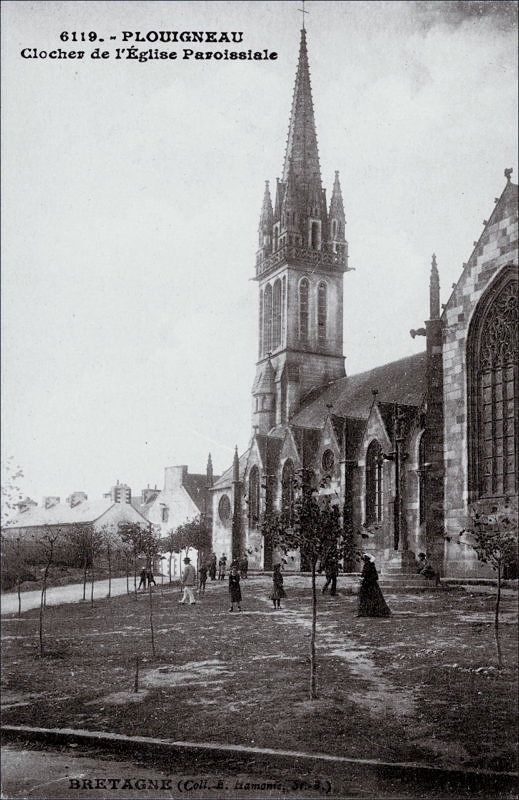
Plouigneau : l'église paroissiale Saint-Ignace vers 1920 (carte postale Émile Hamonic).
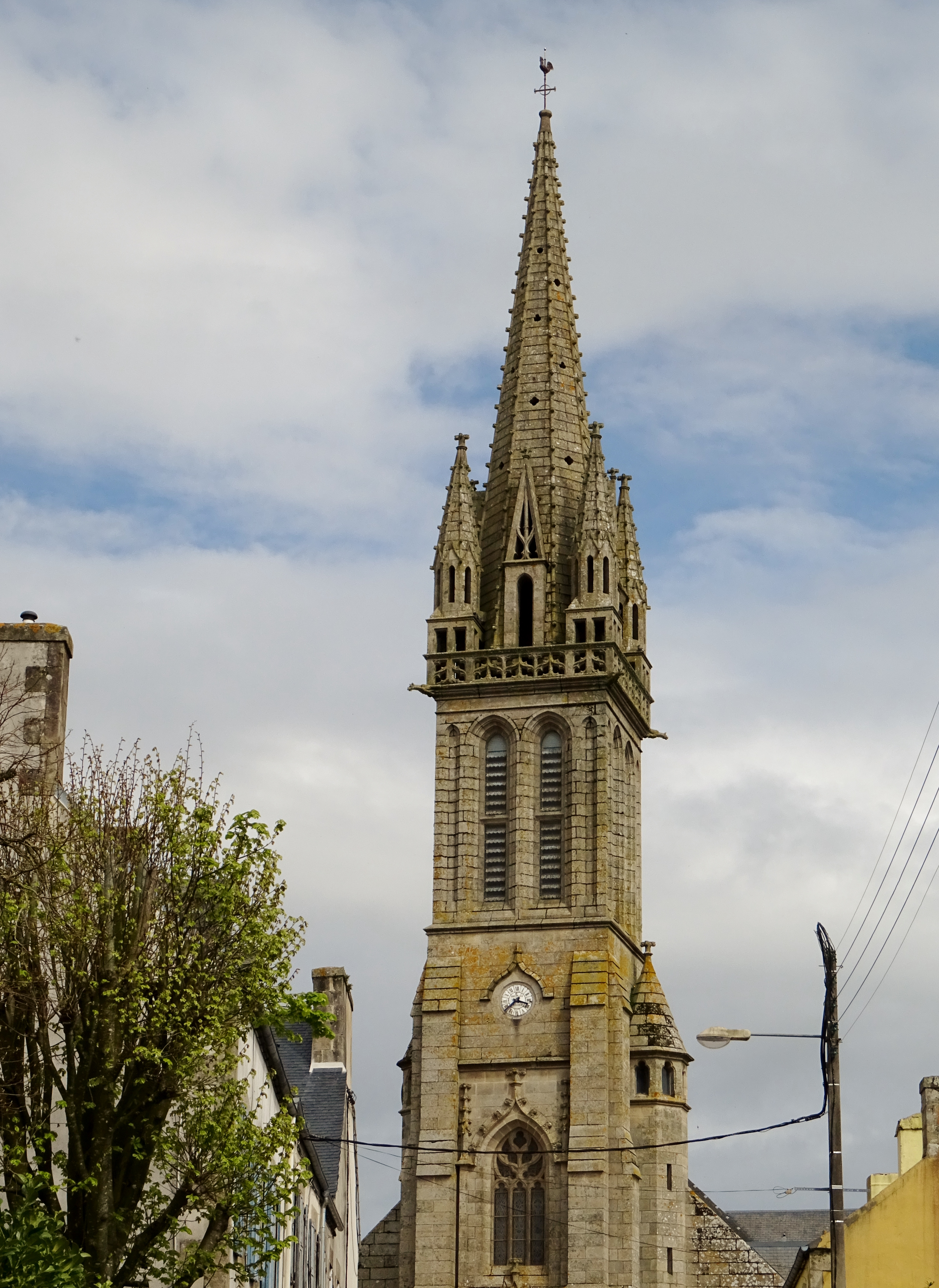
Église paroissiale Saint-Ignace : le clocher.
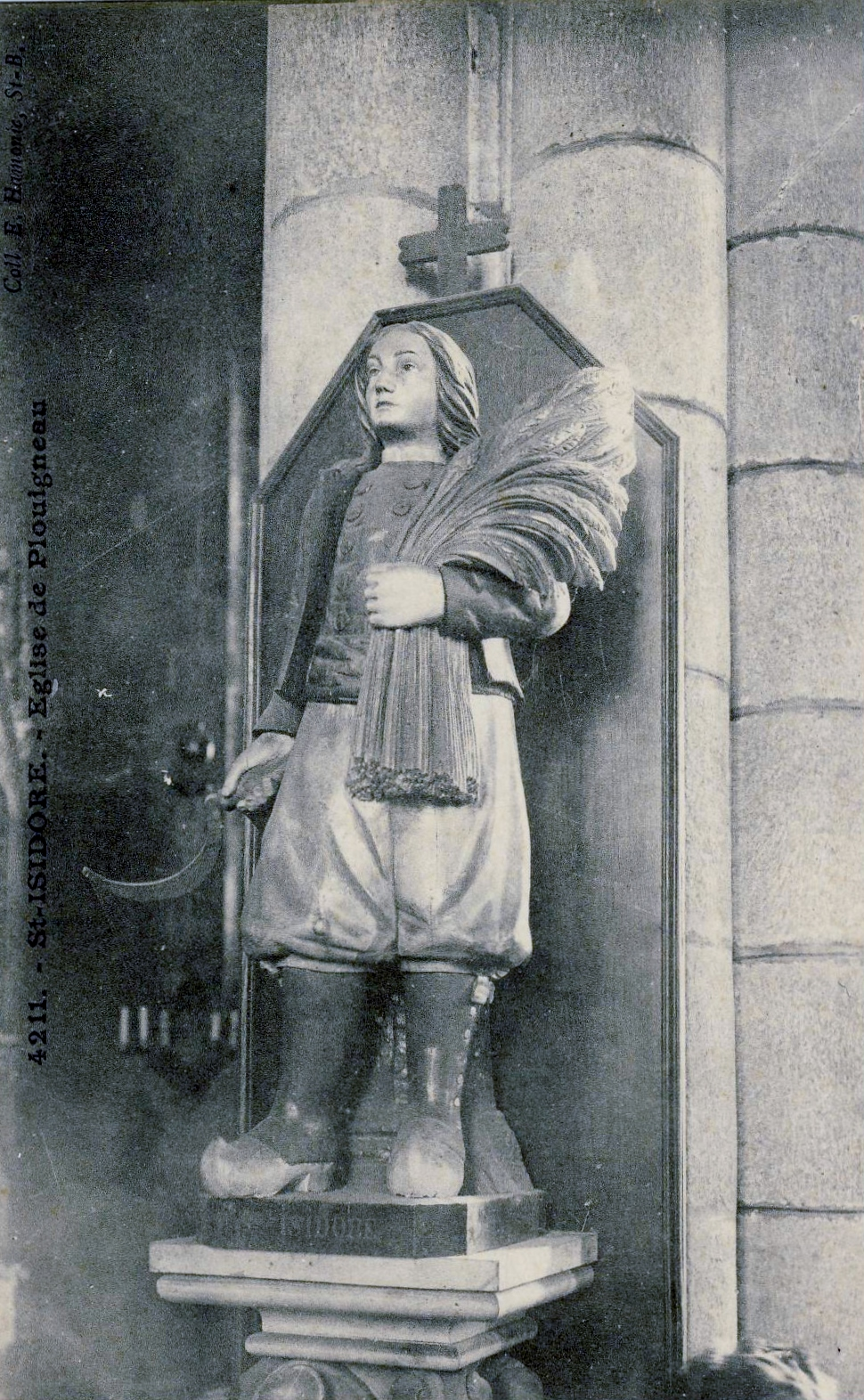
Église paroissiale Saint-Ignace : statue de saint Isidore (carte postale).

- Les chapelles (la paroisse de Plouigneau a compté 14 chapelles, mais plusieurs ont été ruinées ou détruites) ; 9 subsistent encore dont 5 sont privées : les chapelles de Lannidy, Encremer, Bourouguel, la Chapelle-du-Mur et Kermorvan. 4 chapelles sont publiques :
  - Chapelle Saint-Nicodème de Lanleya, avec chevet à trois pans de style Beaumanoir ; elle date en partie du XVIIe siècle. Les armoiries des familles du Parc-Lanmeur et de Kermoysan sont visibles sur les murs de la chapelle. Elle possède notamment la sculpture d'un Ecce Homo[88].
  - Chapelle de Saint-Didy, dédiée à saint Idy ; ce saint peu connu avait sa statue qui le représentait coiffé d'un turban et foulant aux pieds un horrible démon sous la forme d'un dragon est supposé avoir terrassé un dragon scène qui est aussi illustrée par la sculpture de la Vallée des Saints le représentant[89] (dite aussi chapelle Saint-Divy ou chapelle de Notre-Dame de la Clarté, car les pèlerins avaient coutume d'aller se laver les yeux dans sa fontaine)[90].
  - Chapelle Saint-Éloy.
  - Chapelle de Luzivilly.

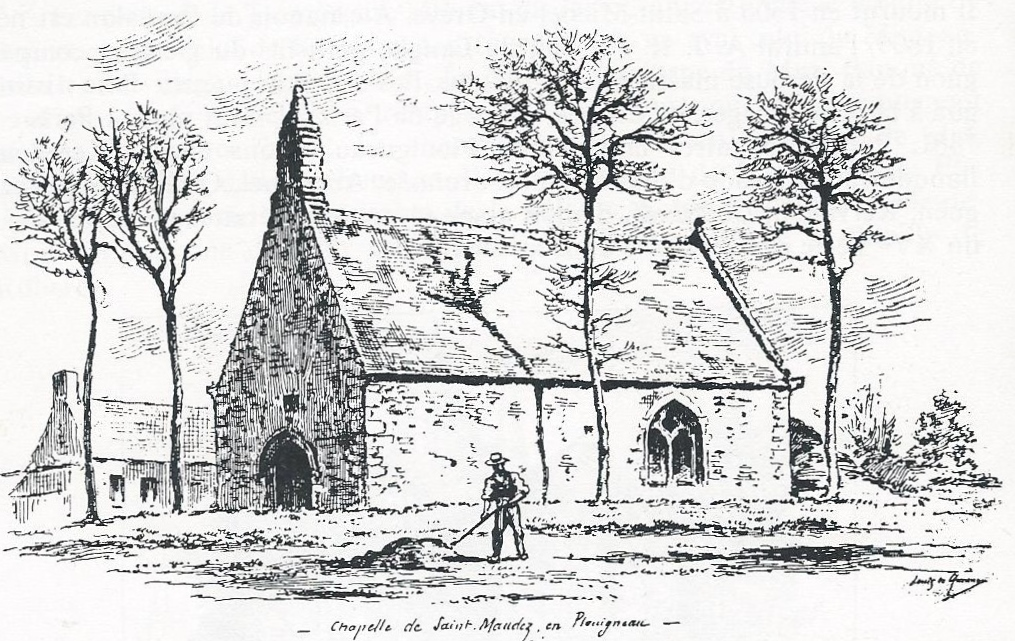
Plouigneau : l'ancienne chapelle Saint-Maudez, tombée en ruines vers 1910 (dessin de Louis Le Guennec, vers 1910.

- Monument aux morts, à côté de l'église et dans le cimetière.
- Écomusée de Plouigneau

- Les châteaux :
  - Le château du Mûr : il date du début du XVIIIe siècle, mais a été en bonnr partie reconstruit en 1870 ; il appartient à la famille de Guernissac depuis 1772[91].
  - Le château de Lannidy : il a appartenu au XVe siècle à Jean de Calloët, évêque de Tréguier ; il a été restauré dans la seconde moitié du XIXe siècle[92].
  - Le château de Coëtmen-Trojoa : il a été restauré à la fin du XIXe siècle[93].

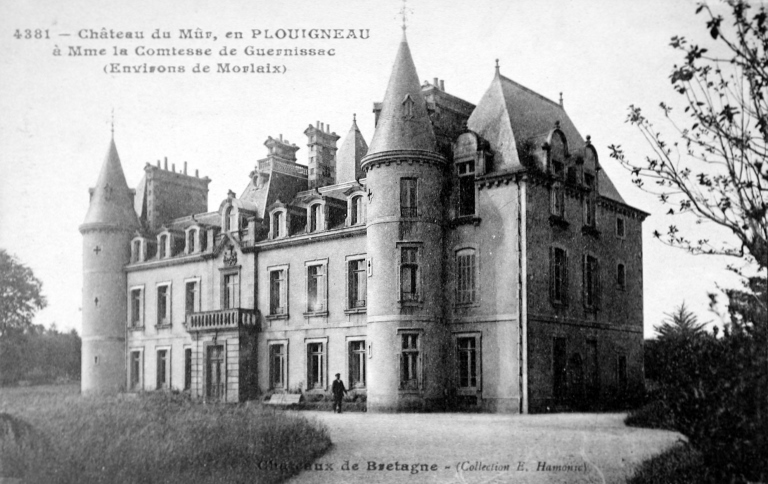
Plouigneau : le château du Mûr vers 1920 (carte postale Émile Hamonic).
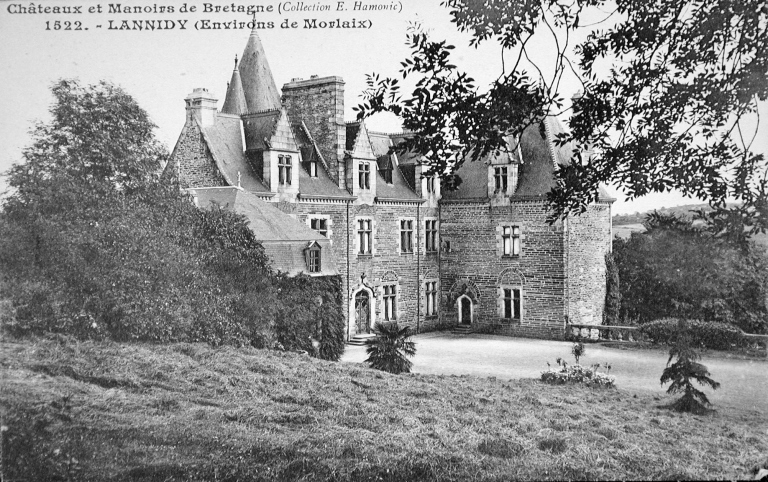
Le château de Lannidy vers 1920 (carte postale Émile Hamonic).
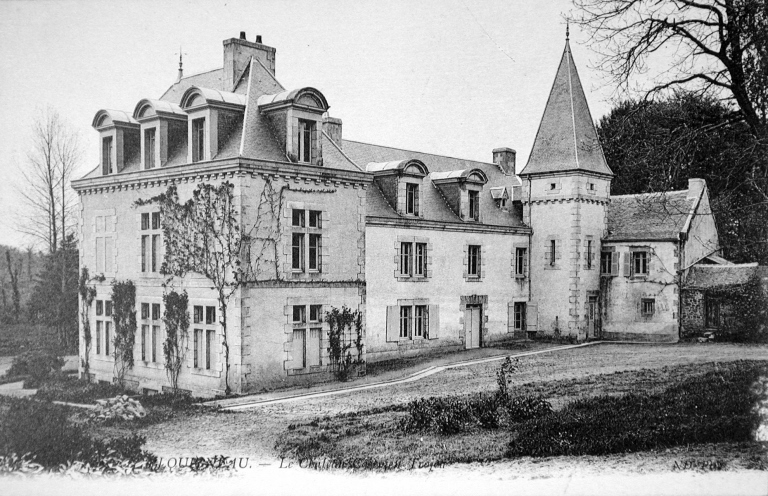
Plouigneau : le château de Coëtmen-Trojoa vers 1920 (carte postale ND Photo).
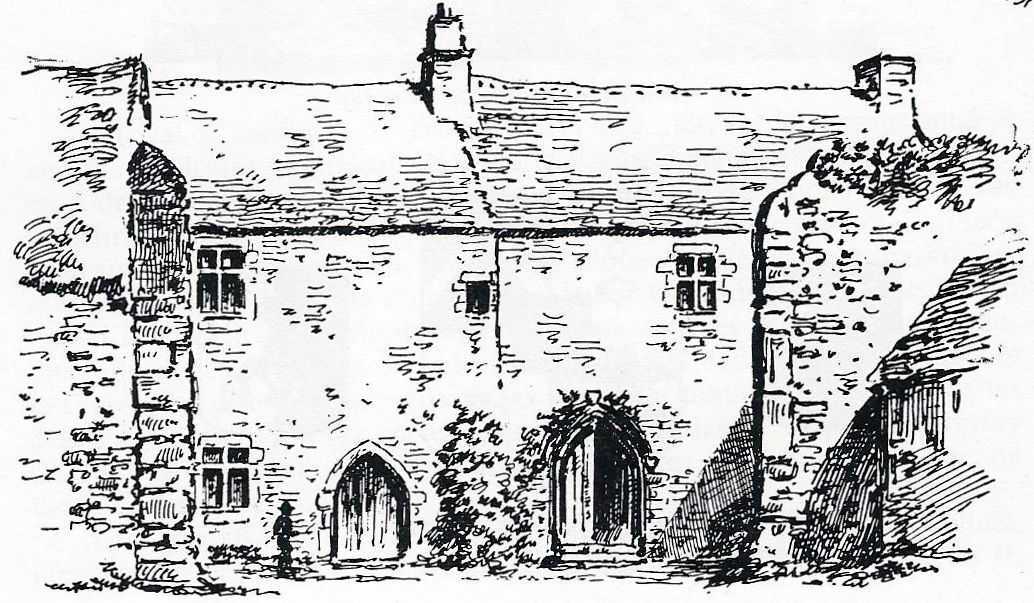
Le manoir de Guarguen (Gouarguen) vers 1910 (dessin de Louis Le Guennec).

- Les manoirs :
  - Le manoir de Lanleya : ce manoir, qui fut habité par des membres des familles du Parc et de Kermoysan, en ruine en 1991 lorsqu'il a été acheté par son propriétaire actuel, André Marrec, qui l'a complètement restauré à l'identique, y compris ses dépendances[94].
  - Le manoir de Guarguen (XVe siècle) ;

### Personnalités liées à la commune
- Étienne Manac'h, né le 3 février 1910 à Plouigneau, rallié à la France libre en juin 1941, consul général de France à Istanbul, ambassadeur de France en Chine populaire à partir de 1969.

### Héraldique
| Blason de Plouigneau | Blason  | De sinople à la croix celtique alésée d'or. |
| Blason de Plouigneau | Détails | - La croix celtique rappelle l'évangélisation de la région par les moines venus d'outre-Manche. - La couleur verte évoque la terre celte d'Irlande. Le statut officiel du blason reste à déterminer. |